# Geschichte von Hadeln und Wursten

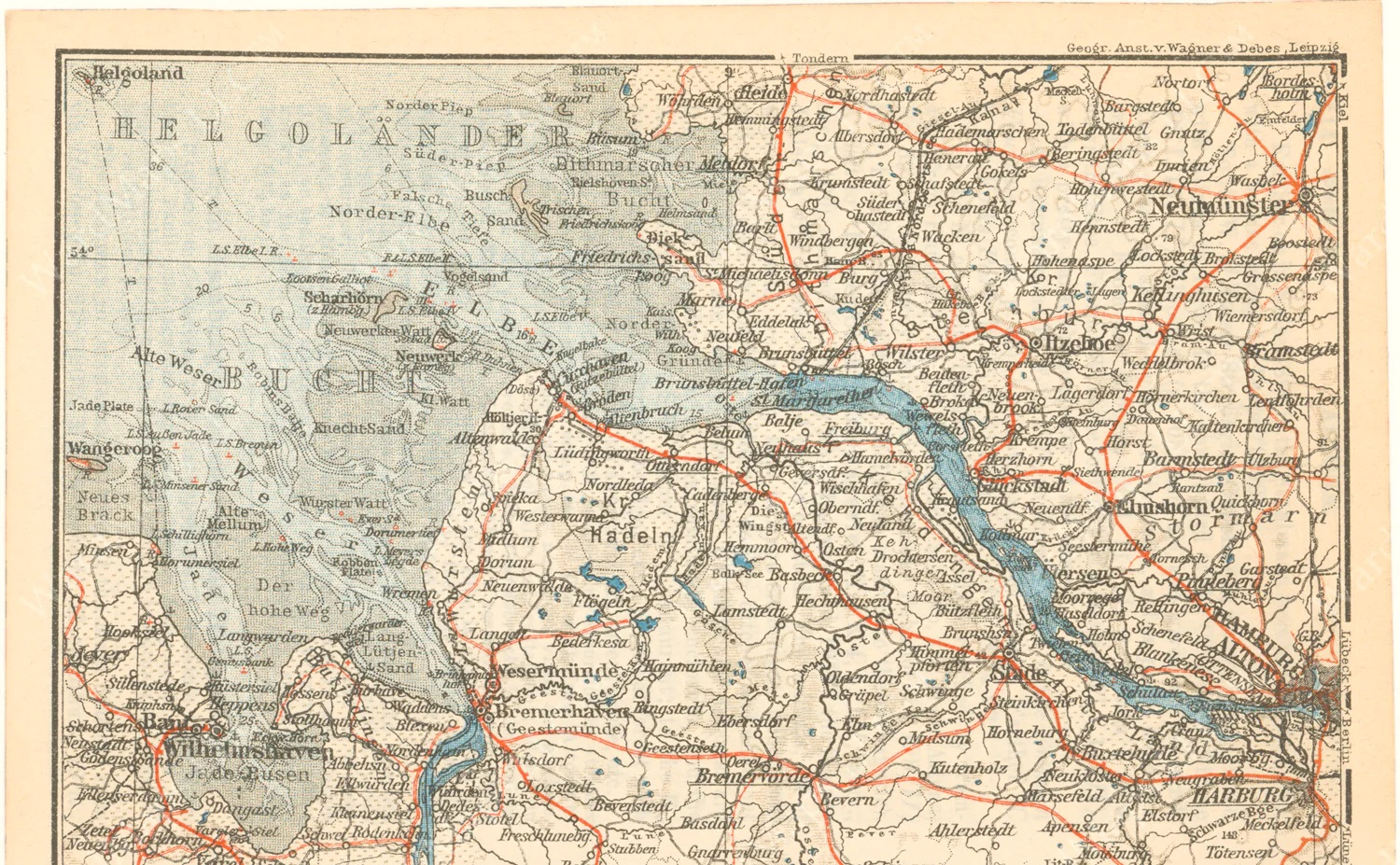
Lage von Hadeln und Wursten südlich von Cuxhaven.

Die Geschichte von Hadeln und Wursten betrifft das Land Hadeln und das Land Wursten, die im Mittelalter bäuerliche Gemeinwesen mit einem hohen Maß an Autonomie waren. Die beiden Marschlande liegen im Norden des Elbe-Weser-Dreiecks im Landkreis Cuxhaven. Politisch waren sie immer zwei verschiedene Gemeinschaften. Räumlich waren sie durch Geestgebiete unter teils feudaler, teils kirchlicher Herrschaft getrennt. Dennoch weist ihre politische Geschichte gewisse Gemeinsamkeiten auf.

## Namen
Der Name Haduloha (der Name wird meist als „Kampfwald“ gedeutet, wobei es sich aber vielleicht nur um eine Volksetymologie handelt) stand im 8. und 9. Jahrhundert für einen Ort (Fränkische Reichsannalen: locus Haduloha) im Norden der Hohen Lieth, vermutlich beim heutigen Altenwalde. Für den von den Heimatkundlern Eduard Rüther und Heinrich Rüther postulierten Gau Haduloha gibt es keinen Beleg. Für das gesamte Gebiet zwischen Bremen und der Unterelbe findet sich in Schriften des 9. Jahrhunderts der Name Wigmodia. Später bezeichnete dieser Name noch einen Teil der Region, schließlich nur noch das Marschland am rechten Ufer der Unterweser. Im 11. Jahrhundert wurde Haduloga oder Hathleria als Landschaftsbezeichnung für den Norden des Elbe-Weser-Dreiecks verwendet. Nach der Anfang des 12. Jahrhunderts begonnenen Erschließung der Küstenmarschen verengte sich die Wortbedeutung zunehmend auf das Neuland am Südufer der Elbmündung, im Wesentlichen das spätere Land Hadeln. Aufgrund dieser Bedeutungsentwicklung wird das Gebiet nördlich der Geeste-Niederung zuweilen „Althadeln“, oder gar „Großhadeln“ genannt.
Der Name Wursten leitet sich von den Warften oder Wurden her, auf denen die Bewohner der Küstenmarschen erst vor der Eindeichung und dann wegen der vielen Deichbrüche auch nach der Eindeichung ihre Siedlungen bauten.

## Unterschiede
Die Unterschiede beginnen schon mit der Besiedlung: Das Elbe-Weser-Dreieck gehörte seit der Auflösung des Stammes der Chauken zum Kerngebiet des sächsischen Volksstammes. Wursten war zwar bis zur großen Auswanderung nach Britannien auch sächsisch besiedelt, aber im 8. Jahrhundert ließen sich Friesen in dem entvölkerten Küstenstreifen nieder. Seither gehörte es zu den friesischen Landen, ob als Teil Rüstringens oder als achtes Seeland ist nicht ganz klar. Dementsprechend galt in Wursten bis ins 16. Jahrhundert friesisches Recht, in Hadeln hingegen sächsisches, das allerdings vom Sachsenspiegel abwich, wie in dem Werk ausdrücklich erwähnt wird.
Der heutige Landkreis Cuxhaven vereint die beiden Gebiete unterschiedlicher Vergangenheit und reicht im Süden und Osten deutlich darüber hinaus.

## Gemeinsamkeiten
Die mittelalterliche Geschichte Hadelns, Wurstens und anderer Küstengebiete wurde besonders durch den Konflikt zwischen den Unabhängigkeitsbestrebungen der ansässigen Bauern und dem Herrschaftsanspruch der Feudalherren geprägt. In der Neuzeit kämpften die neu entstehenden Territorialstaaten um die Vorherrschaft. Nach der Säkularisation des Erzbistums Bremen-Verden und dem Aussterben der askanischen Herzöge teilte die Region weitgehend das Schicksal des Herzogtums Bremen-Verden, wobei nur noch das Land Hadeln eine gewisse Sonderrolle behaupten konnte. Das erste städtische Zentrum war Otterndorf, das 1400 die Stadtrechte und wenig später seine Lateinschule erhielt. Die heutigen städtischen Zentren Bremerhaven und Cuxhaven entstanden im 19. und 20. Jahrhundert als Ableger der großen Handelsstädte Bremen und Hamburg.

## Vorgeschichte

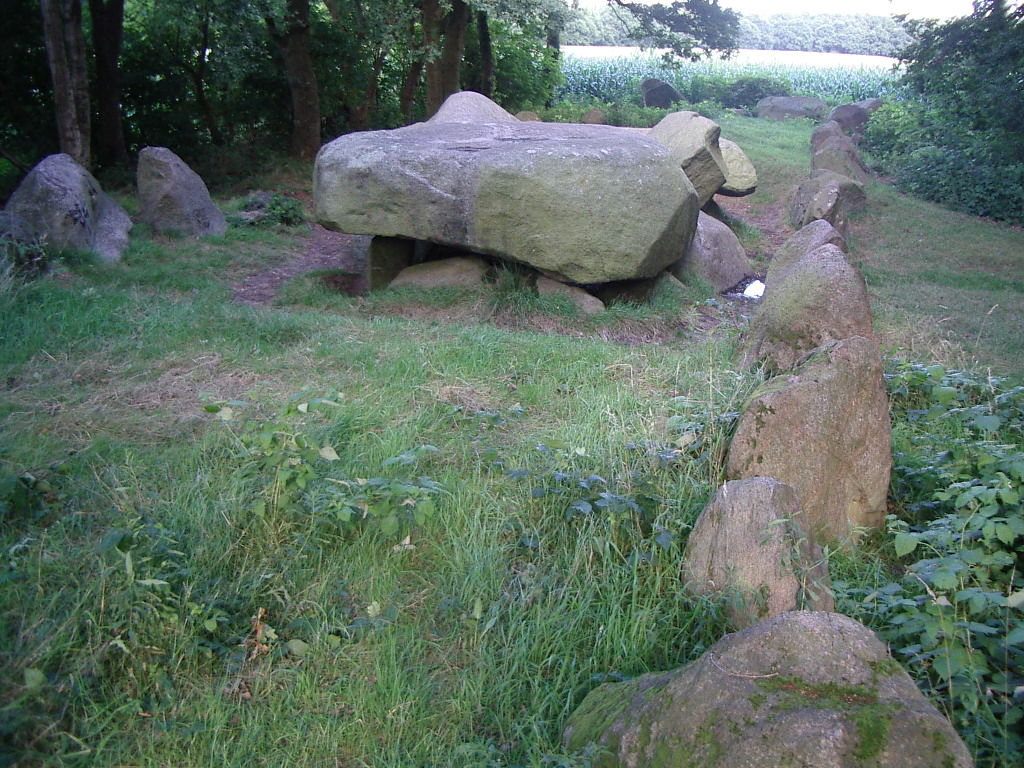
Das so genannte „Bülzenbett“ bei Sievern stammt etwa aus der zweiten Hälfte des 3. Jahrtausends v. Chr.

Gelegentliche Funde von Faustkeilen und Flintbeilen belegen eine Besiedlung der Region durch Jäger und Sammler der Alt- und Mittelsteinzeit. In den Geestgebieten finden sich heute noch zahlreiche Megalithbauten der Jungsteinzeit, wie Dolmen und Kammergräber der Ackerbau treibenden Trichterbecherkultur. Manche dieser Großsteingräber wurden schon in vorgeschichtlicher Zeit ausgeräumt und von Angehörigen der Einzelgrabkultur neu belegt.
Der Übergang zur Bronzezeit war langsam und fließend. Im Verlauf des 2. Jahrtausends v. Chr. nahmen die Importe von Kupfer- und Bronzedolchen aus Mittel- und Süddeutschland zu. Andererseits wurden die Flintvorkommen in den anstehenden Kreidegesteinen bei Hemmoor weiterhin systematisch abgebaut. In der Bronzezeit erreichte die Siedlungsdichte (Streusiedlung) in der Region einen Höhepunkt. In der anschließenden vorrömischen Eisenzeit (zirka 750 v. Chr. bis 0) machte sich ein Siedlungsrückgang bemerkbar, der erst kurz vor Christi Geburt in eine fast explosionsartige Siedlungsentwicklung umschlug.
Viele schwer deutbare Orts- und Gewässernamen, wie Wingst oder Medem sind möglicherweise sehr alt. So ist der Wortstamm uil- in Wilster (heute nur noch ein kleiner, begradigter Zulauf der Medem) nicht sicher erklärt, und das Suffix -str wohl vorgermanischen Ursprungs.

## Frühgeschichte
Die Haufendörfer mit den typischen, gemeingermanischen Ortsnamen auf -stedt liegen fast ausschließlich auf der Geest. Dort lag bis zur Landnahme in den Marschen der Bevölkerungsschwerpunkt. Die ersten Siedlungen an den Küsten lagen um Christi Geburt zu ebener Erde auf den Strandwällen. Später wurden sie wegen des ansteigenden Sturmflutspiegels mit künstlichen Hügeln aus Mist und Klei (Wurten) erhöht.
Nach Widukind von Corvey (Res gestae Saxonicae, 967/968) sollen die Sachsen mit Schiffen an den Küsten Hadelns (Hadolaun) gelandet sein, woraufhin sie die ansässigen Thüringer mit List und Gewalt vertrieben oder unterworfen hätten. Bei archäologischen Ausgrabungen auf der Feddersen Wierde und anderen Fundstellen wurden jedoch keine Anzeichen für eine feindliche Invasion entdeckt. Es ist wahrscheinlicher, dass sich verschiedene verwandte Stämme wie die Chauken und Angrivarier (Engern) mit den Saxones nördlich der Elbe zu einem neuen Stammesverband zusammenschlossen. Eine wichtige Fundstelle aus dieser Zeit ist der altsächsische Urnenfriedhof am Gravenberg bei Wanna. Die beiden Wallburgen Heidenschanze bei Sievern und Heidenstadt bei Sievern (heute Gemeindeteil der Stadt Langen bei Bremerhaven) schützten offenbar den südlichen Eingang nach Hadeln.
Jedoch wanderten im 5. Jahrhundert gerade aus dem Mündungsgebiet von Elbe und Weser viele Sachsen nach England aus (siehe: Angelsachsen). Andere Gruppen wanderten nach Süden und Westen ab, wo sie den aus dem heutigen Westfalen abziehenden Franken nachrückten. Die verlassenen Landstriche an der Nordsee, nördlich der Wesermündung (dem späteren Land Wursten) wurden etwa seit dem 8. Jahrhundert von Friesen neu besiedelt. Auf die verlassenen Wurten in der Elbmarsch kehrten Sachsen zurück.
In diese Zeit gehen die Ortsnamen mit der Endung -worth, -wierde, -warden, -wörden zurück. Die pauschale Klassifizierung von Ortsnamen auf -um (von -heim) als karolingisch ist fragwürdig, da es derartige Namen auch in England und Skandinavien gibt. Bestreitbar ist auch die Zurückführung des Namens Odisheim auf Odin, die nordgermanische Version des Gottesnamens Wodan.
In den Annales regni Francorum (vor 829) wird für das Jahr 797 von einem Feldzug Karls des Großen gegen die Sachsen berichtet, der ihn bis nach Hadeln geführt haben soll (et rex de Haduloha regressus – hoc enim loco nomen, ubi oceanus Saxoniam alluit – tota Saxonum gente in deditionem […] accepta: „und auf dem Rückmarsch von Hadeln – so heißt die Gegend, wo der Ozean Sachsen bespült – nahm der König den ganzen Stamm der Sachsen in seine Botmäßigkeit“). Nach der Unterwerfung der Sachsen und Friesen wurde die von Willehad (dem ersten Bischof von Bremen) um 780 begonnene Missionierung des Elbe-Weser-Dreiecks abgeschlossen. Die frühere Altenwalder Burg wurde vermutlich 797 angelegt.
In der Vita Willehadi (um 860) wird sein Missionsgebiet an der Unterweser (bis hinauf nach Dithmarschen) jedoch durchgängig als Wigmodia bezeichnet. Es ist nicht klar, ob es sich bei den beiden Bezeichnungen um Synonyme handelt, ob Hadeln einen Teil Wigmodiens darstellte, oder ob es sich von Anfang an um zwei getrennte Gaue handelte. In diesem Zusammenhang wird auch eine Wurt mit dem Doppelnamen Midlistan-Fadarwurde erwähnt. Darin steckt sowohl Misselwarden, als auch Feddersen Wierde. Von dort soll ein Mann gestammt haben, der nach dem Tod Willehads im Jahre 789 durch dessen wundertätige Gebeine geheilt wurde. Der Ausbau der karolingischen Macht spiegelt sich in den Ortsnamen auf -burg und -büttel.

## Wikingereinfälle

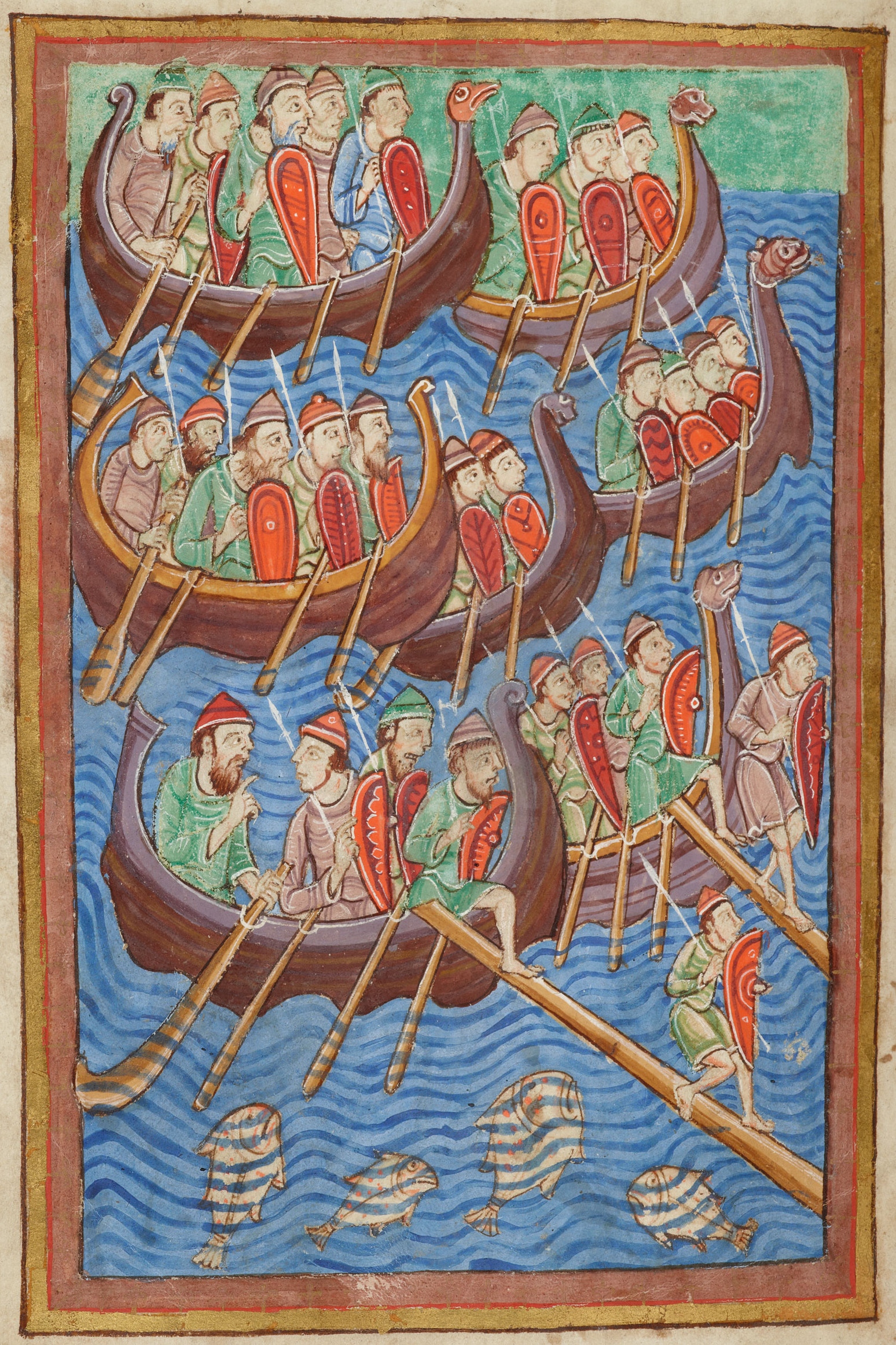
Wikingerinvasion in einer Darstellung aus dem 9. oder 10. Jahrhundert

Adam von Bremen berichtet in seiner Gesta Hammaburgensis (um 1075), dass das Gebiet im Jahr 994 von einer Flotte Wikinger („Askomannen“) heimgesucht wurde. Ein Kontingent, das in die Weser und die Geeste eindrang, wurde aber von den Einheimischen im Glindesmoor, unweit des späteren Bremervörde, bis auf den letzten Mann erschlagen.
Zur Abwehr der Normannengefahr wurde im Gebiet Wigmodia-Haduloha die Grafschaft Lesum etabliert. Hierbei handelte es sich um ein Reichslehen, zu welchem 700 Hufen im ganzen Gebiet zwischen Bremen und dem späteren Land Hadeln gehörten. Belehnt waren mit Lesum wohl Grafen aus dem Hause der Billunger. Nach dem Tod der Emma von Lesum fiel die Grafschaft 1038 wieder an das Reich.
Die freien Bauern waren als Grundbesitzer zunächst noch zum Kriegsdienst verpflichtet. Erst später kauften sie sich durch den „Wehrpfennig“ vom Wehrdienst frei. In dieser Zeit wurden auch die Wälle der „Pipinsburg“ bei Sievern aufgeworfen. Der Heimatforscher Eduard Rüther hielt sie deshalb für den ursprünglichen Stammsitz der späteren Herren von Bederkesa. Es scheint, dass die Wikinger bei Sahlenburg an der Nordwestspitze Hadelns ebenfalls eine feste Niederlassung gründeten. So würde sich erklären, dass ein junger Anführer, der 1040 gefangen und nach Bremen gebracht wurde, vom Erzbischof äußerst gnädig und wohlwollend behandelt wurde. Bei dem Wikinger, der reich beschenkt wieder abzog, handelte es sich um Sven Estridsson, den späteren König von Dänemark (1047–1076).

## Hochmittelalter

### Hadeln

#### Herrschaft und Selbstverwaltung
Erzbischof Adalbert von Bremen bekam 1062 als Vormund des jungen Königs Heinrich IV. von diesem die 700 Hufen des den Billungern unterstehenden Hofes Lesum geschenkt, die in der Grafschaft des Markgrafen Udo und im Gau Wigmodien lagen. Nach Adalberts Machtverlust im Reich fielen diese billungischen Güter aber zunächst an die Grafen von Stade.
Nach dem Sturz des Welfen-Herzogs Heinrich des Löwen fiel Hadeln wahrscheinlich um 1211 an die Herzöge aus dem Geschlecht der Askanier. Die Gründe dafür sind nicht klar. Möglicherweise geschah dies durch freiwillige Anerkennung der Kirchspiele des Landes Hadeln. Jedoch erhoben die Askanier immer Anspruch auf die benachbarten Geestgebiete. Andererseits kam die Grafschaft Stade 1236 aus welfischer Hand an das Erzbistum Bremen, das schon seit 1063 hier die Lehenshoheit über die unmittelbaren Landesherren besessen hatte. Somit konnten auch die Erzbischöfe Ansprüche auf alle Gebiete zwischen Unterelbe und Wesermündung geltend machen. Die Lauenburger Nebenlinie der Askanier besaß außer Hadeln nur das Herzogtum Lauenburg östlich von Hamburg. Schon früh begann die Kontrolle über das Gebiet an der Unterelbe den fernen und mittellosen Herzöge zu entgleiten. Das Land Hadeln ließ sich seine Freiheiten und Privilegien (besonders die niedere Gerichtsbarkeit, die Kirchspielsverfassung, sowie die Wahl der Schultheißen und Schöffen) bei jedem Regierungswechsel neu bestätigen. Dazu versammelte man sich unter freiem Himmel auf dem Warningsacker, der alten Thingstätte zwischen Otterndorf und Altenbruch. So entstand eine Landesgemeinde, die sich auf ein System genossenschaftlicher Selbstverwaltung stützte und seit etwa 1300 als Terra Hadhelerie (Land Hadeln) ein eigenes Siegel führte. Träger der lokalen Selbstverwaltung waren die seit dem 13. Jh. belegten Kirchspiele bzw. Kirchspielsgerichte. Obwohl deren Richter und Schulzen des Landes Hadeln im Jahr 1300 die Oberhoheit der Herzöge von Sachsen-Lauenburg anerkannten, akzeptierten sie 1304 eine geringe, jährliche Abgabe (Nummus) an den Erzbischof von Bremen, um weitergehende Ansprüche abzuwehren, die die Erzbischöfe mit wiederholten Kriegszügen durchzusetzen versucht hatten.

#### Binnenkolonisation und Deichbau
Eine tragende Säule der Landesverfassung bildete das besondere Recht der Kolonisten, die seit dem 12. Jh. die See- und Flussmarschen des Elbe-Weser-Gebiets besiedelten. Obwohl kaum schriftliche Zeugnisse darüber erhalten sind, nimmt man an, dass die Kolonisation im Land Hadeln wahrscheinlich von den Bremer Erzbischöfen in Gang gesetzt wurde. Die Urbarmachung wurde vor allem von Holländern durchgeführt, und die Kirchspiele Altenbruch, Lüdingworth und Nordleda erhielten deshalb ein eigenes „Hollerrecht“, also mehr Selbstverwaltung und geringere Abgaben als eingesessene Bauern. Auch ihr Erbfolgerecht wich vom altsächsischen, „engrischen“ Recht ab. Im Land Hadeln sind in Osterbruch und im Westerende von Ihlienworth noch typische Holländerhufen zu erkennen, im Land Kehdingen in Bülkau, Kehdingbruch und Cadenberge. Auf diese Zeit gehen die Ortsnamen auf -bruch, -brock, brook, -braak in der Marsch zurück, sowie die Rodungen auf -walde, -wohlde, -holz und -hain auf der Geest. Die alteingesessene Bevölkerung und die Rittergeschlechter von den umliegenden Geesten beteiligten sich an der Urbarmachung, wodurch sie sich neue Einnahmequellen erhofften. Ob in diese Zeit auch der Bau der Seedeiche fällt, ist nicht bekannt. Das neugewonnene Land war besonders fruchtbar, aber es gab immer wieder Rückschläge durch schwere Sturmfluten, bei denen nicht selten Hunderte von Menschen ertranken.
In die Spätphase der mittelalterlichen Binnenkolonisation gehören die Namen auf -hörn, -winkel, -kamp und -koop, als die letzten verbliebenen Ecken in den Übergangsgebieten von der Marsch zu den Randmooren urbar gemacht wurden.
Vor dem Bau der Seedeiche waren die Möglichkeiten für den Ackerbau begrenzt (Gerste, Hafer, Lein, Pferdebohnen). Die Viehzucht, die Jagd und der Fischfang blieben dagegen wichtige Erwerbszweige. Nach der Eindeichung wurde auch der Anbau von Weizen und Roggen möglich, was die Grundlage für den späteren Wohlstand in den Marschen lieferte.
Nach der sogenannten Marcellusflut von 1219 erhielten die Hadler das Recht, an der Medem nach Gutdünken Schleusen zu bauen.

#### Rechtspflege
Anfang des 13. Jahrhunderts wurde das Hadler Recht im Sachsenspiegel als eigenes, vom sächsischen Recht abweichendes Recht, erwähnt, aber nicht dargestellt.
Aus dem Jahr 1238 ist ein Vertrag zwischen dem Land Wursten und der Hansestadt Hamburg erhalten, der sich mit dem Strandrecht befasst. So wie in Hadeln bereits üblich sollten die Güter auf gestrandeten Schiffen dem Eigentümer so lange erhalten bleiben, wie noch mindestens ein Mann an Bord am Leben ist. Diese gut gemeinte Regelung scheint dazu geführt zu haben, dass oftmals die gesamte Besatzung gestrandeter Schiffe unter mysteriösen Umständen verstarb oder verschwand. Das Strandrecht blieb auch in der Folge ein häufiger Grund für Zwistigkeiten. Zu beachten ist, dass die Marschen solche Abmachungen mit den Hansestädten ohne die geringste Einschaltung etwaiger Landesherren schlossen. Der Herzog hatte zu dieser Zeit weder ein Festes Haus noch einen Gräfen im Land.

### Wursten

#### Selbstverwaltung
Die Wurstfriesen behaupteten das ganze Hochmittelalter hindurch ihre politische Unabhängigkeit. An der Spitze ihrer Selbstverwaltung standen, wie auch in anderen friesischen Landesgemeinden, sechzehn Ratgeber.
1255 und 1256 unternahmen die Ritter von Bederkesa zwei Raubzüge nach Wursten. Der zweite misslang völlig. Einige Edelherren und viele Ritter kamen um. Es gibt aber auch Berichte von Überfällen der Wurster auf benachbarte Geestgebiete.
Das wichtige Recht der Pfarrerwahl, das zuvor bei den 16 Ratgebern gelegen hatte, konnte 1310 der Propst von Hadeln-Wursten an sich reißen.

#### Küstenschutz und Landgewinnung
Im Land Wursten finden sich, wie in Dithmarschen und in den friesischen Marschen, keine Anzeichen für eine planmäßige, von außen gesteuerte Hollerkolonisation. Hier fand die Urbarmachung ausschließlich durch eingesessene Bauerngeschlechter statt. Dafür sind die einzelnen Phasen des Deichbaus und der Landgewinnung in Wursten sehr viel klarer zu erkennen als in Hadeln. Die älteste Deichlinie („Oberstrich“) datiert in das 11. bis 12. Jahrhundert. Darauf folgte im 12. bis 13. Jahrhundert der Bau des „Niederstrichs“. Der sogenannte „Alte Deich“ wurde im Hochmittelalter angelegt. Offensichtlich setzte die Planung und Unterhaltung solcher umfangreichen Küstenschutzmaßnahmen bereits einen hohen Grad von lokaler Selbstverwaltung voraus. Dabei fällt auf, dass alle diese Deichlinien parallel verlaufen und sich im Nordwesten des Landes immer weiter in die alten Wattflächen vorschieben. Südlich von Sölthörn werden die alten Deichlinien aber alle vom heutigen Deich abgeschnitten. Hier sind einstmals eingedeichte Gebiete durch die Verlagerung des Strombettes der Weser wieder verloren gegangen. Im Wremer Watt kann man noch heute bei Niedrigwasser Überreste von versunkenen Ortschaften finden.

### Bederkesa und Elm
Die Burg Bederkesa wurde im 12. Jahrhundert als Sitz eines örtlichen Ritters gegründet.
Die Herren von Bederkesa betrachteten sich meist als Ministerialen des Erzbischofs, zuweilen als Lehnsleute der Welfen-Herzöge, also der direkten Konkurrenten der Askanier. Sie gründeten die Kirche in Bederkesa und statteten sie mit reichen Pfründen aus. Außerdem beanspruchten sie die Gerichtsbarkeit im Land Wursten, aber nur in der Börde Debstedt und in Lehe setzten sie sich durch. Nur hier haben sich bereits früh echte feudale Beziehungen zwischen dem grundbesitzenden Adel und der mehr oder weniger abhängigen Bauernschaft herausgebildet.
1321 erklärten sich die Herren von Elm (Elmlohe) als Burgmannen des Herzogs von Sachsen-Lauenburg und des Gräfen zu Hadeln. Für den Fall des Konfliktes zwischen dem Herzog und ihren Verwandten, den Herren von Bederkesa, gelobten sie Neutralität. 1326 verbündete sich die Stadt Bremen mit den Wurstern gegen Lehe, von wo aus ihnen (anscheinend von Bederkesa aus) „großer Frevel und Mutwille“ angetan wurde. Überhaupt nahmen in der Region die Fehden und Räubereien, zu Land und zu See zu.
1343 überließen die Herren von Bederkesa dem Erzbischof die alten und mittlerweile kaum nutzbaren Wälle der Pipinsburg. 1346 gründeten sie die Kirche in Elmlohe, da die Einwohner wegen der „Todfeindschaft zwischen ihnen und den (Wurster) Friesen“ nicht mehr zu ihrer Mutterkirche in Debstedt gelangen konnten.

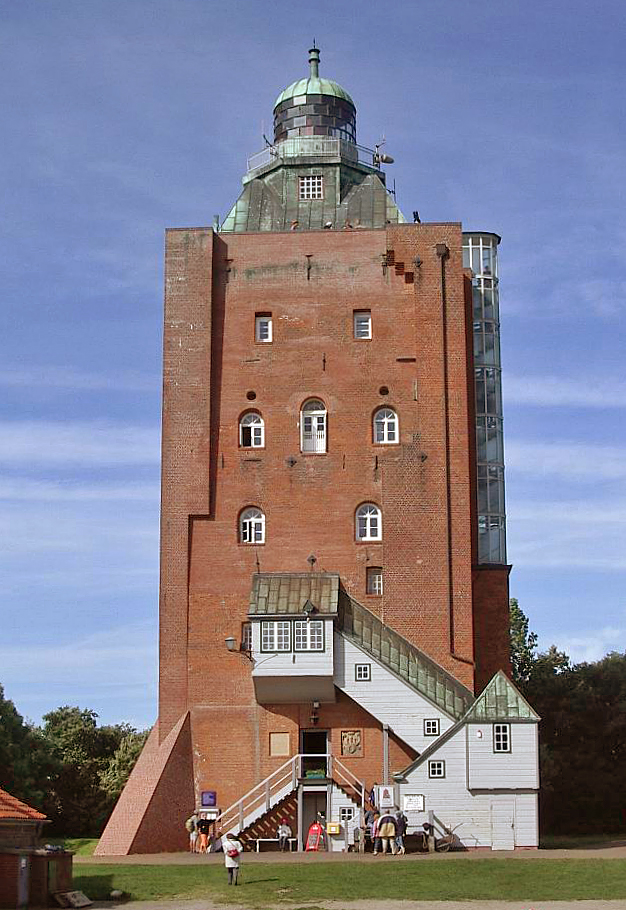
Leuchtturm auf Neuwerk. Da die Insel seit 1969 wieder zu Hamburg gehört, ist der Turm heute der älteste Profanbau des Stadtstaats.

### Ritzebüttel
Der Herzog von Sachsen-Lauenburg überließ 1286 der Stadt Hamburg die Hälfte der Insel „O“ vor der Nordwestspitze Hadelns. Dort errichteten die Hamburger 1299 einen Wehrturm, das Neue Werk, nach der die Insel in Neuwerk umbenannt wurde. Gegenüber auf dem Festland hielt das Rittergeschlecht der Lappes als Lehnsleute des Herzogs aber weiterhin das Schloss Ritzebüttel.

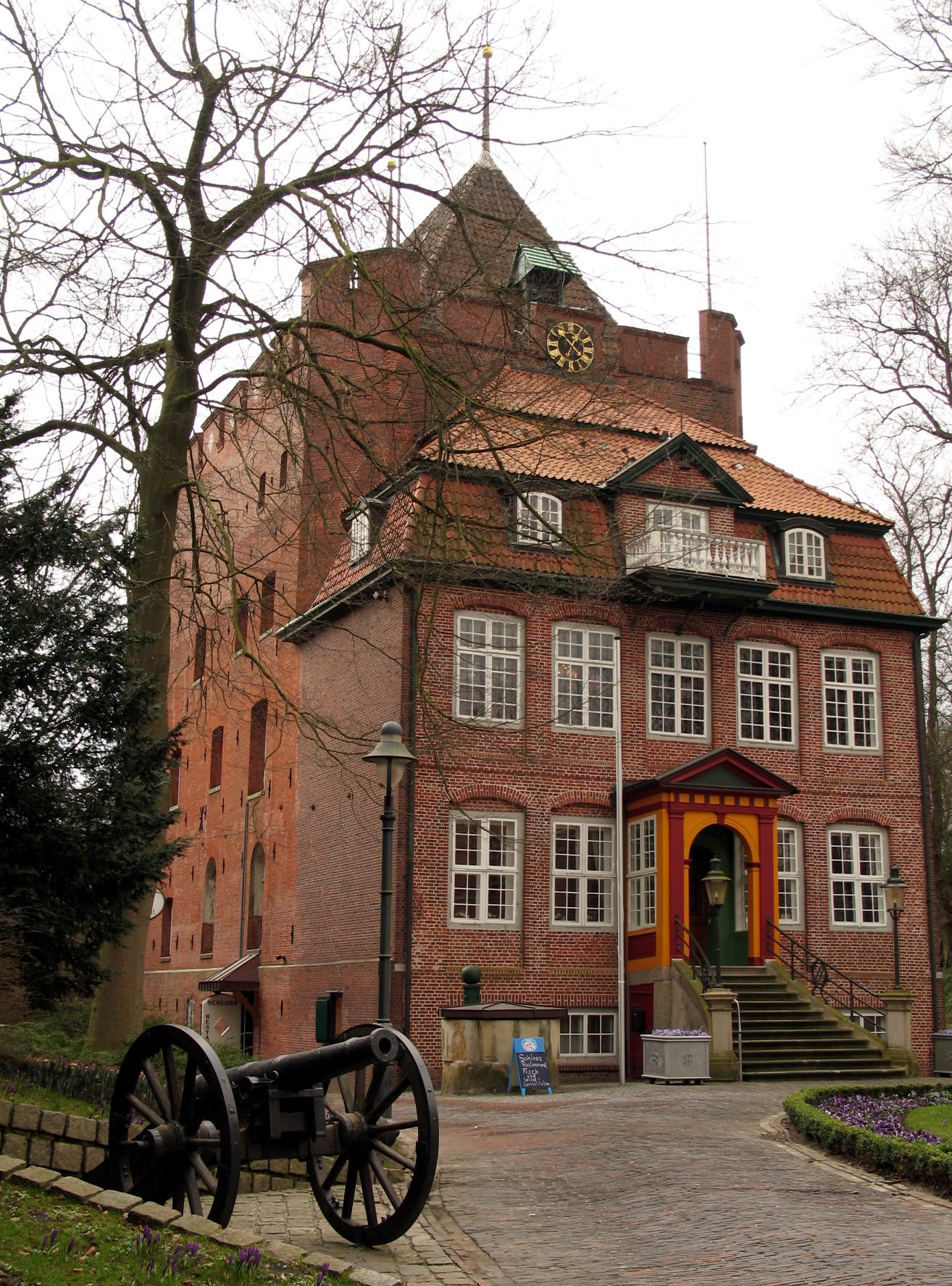
Schloss Ritzebüttel. Der mittelalterliche Backsteinturm wurde später mit einem wohnlichen Vorbau ausgestattet. Noch heute ist das Areal fast vollständig von einem Wall und Graben umgeben.

### Kloster Neuenwalde

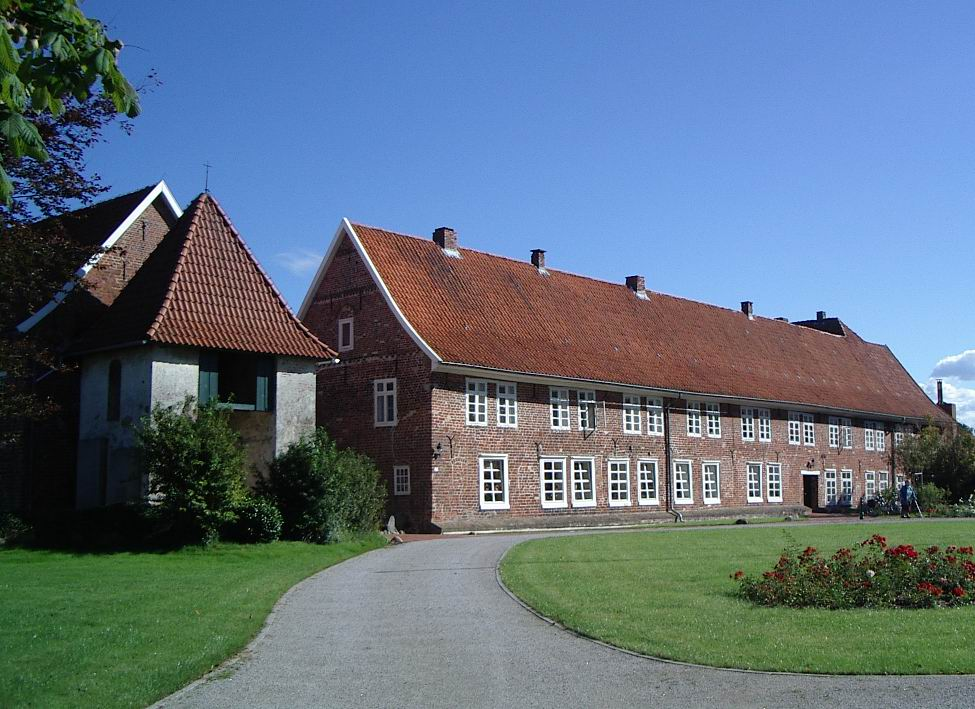
Beim Damenstift Neuenwalde handelt es sich um eines der wenigen norddeutschen Klöster, die nach der Reformation nicht aufgelöst wurden. Noch heute leben hier einige lutherische Stiftsdamen.

Die Herren von Diepholz, die bei Midlum einen größeren Landbesitz hatten, stifteten dort 1219 ein Nonnenkloster für den Unterhalt unverheirateter Töchter des Adels, aber schon 1282 verlegte es der Bremer Erzbischof (vielleicht wegen der feindseligen Wurster) nach Altenwalde. Erst danach wurde es nach der strengen Regel der Benediktinerinnen geleitet.
1334 wurde das Kloster Altenwalde nach Genehmigung von Erzbischof Burghardt Grelle (Erzstift Bremen) erneut verlegt, diesmal nach Neuenwalde. Während das Kloster im Land Hadeln in mehreren Kirchspielen begütert war, besaß es nicht einen einzigen Meierhof im Land Wursten. Ebenso wenig haben wir Kenntnis von einer wurtfriesischen Nonne; auch dies kann als Anzeichen für die anhaltende Opposition der Wurster gegen die bischöfliche Macht gedeutet werden.

### Kirchliche Verwaltung
Trotz der verschiedenen weltlichen Herrschaftsverhältnisse war der Nordwesten der Erzdiözese Bremen kirchlich zur Propstei Hadeln zusammengefasst, mit zunehmender Abgrenzung Wurstens von den übrigen Gebieten später Archidiakonat Hadeln-Wursten genannt.

## Spätmittelalter
Die große Pestepidemie des „Schwarzen Todes“ von 1350 forderte auch in Hadeln und Wursten viele Opfer. Eine schwere Sturmflut (die Zweite Marcellusflut, genannt die „Grote Manndränke“) suchte 1362 die Küsten heim. Eine weitere Flut am Allerheiligentag 1436 versetzte die Küstenbewohner in Angst und Schrecken, da zugleich eine Sonnenfinsternis eintrat.

### Niedergang des Adels
1382 kauften das Erzstift Bremen und der Herzog von Sachsen-Lauenburg den Gebrüdern von der Lieth deren Anteil an der Burg Bederkesa ab. Die ursprünglichen Herren von Bederkesa waren also bereits verdrängt, vielleicht nach Elmlohe verzogen.
Nach einer längeren Fehde mit den Lappes eroberte die Stadt Hamburg zusammen mit den verbündeten Wurstern 1393 das Schloss Ritzebüttel im Sturm, das fortan unter die Verwaltung des 1394 gegründeten hamburgischen Amtes Ritzebüttel kam. Die Lappes verloren auch die dazugehörigen Dörfer Döse, Duhnen und Stickenbüttel sowie die Kirchspiele Altenbruch und Groden. Das Amt Ritzebüttel wurde so zu einem wichtigen Stützpunkt Hamburgs im Kampf gegen Strand- und Seeräuber.
Nach dem Verlust ihrer Burgen verschwanden die Familien von Bederkesa und die Lappes langsam aus der Geschichte. Ihre Erben waren die Kuhles, die von Luneberg, die von der Lieth und die Laues, die auch Güter im Hadler Sietland und in der Marsch besaßen. Diese Familien gingen jedoch nach und nach wieder in der großbäuerlichen Bevölkerung auf. Durch die Erbschaften und Schenkungen profitierte vor allem das Klosteramt Neuenwalde, ein wichtiger Stützpunkt der bischöflichen Macht. Die Einwohner der so genannten „Heidedörfer“ im Amt Ritzebüttel wurden fast ausnahmslos zu abhängigen Meiern des Klosters. Die Erzbischöfe erlangten ebenfalls die Kontrolle über den alten Ostegau, das spätere Amt Neuhaus, mitsamt der Börde Lamstedt. Hier wurden die Geestbauern zu Meiern der adligen Grundherren.

### Aufstieg der Städte und des Erzbistums Bremen

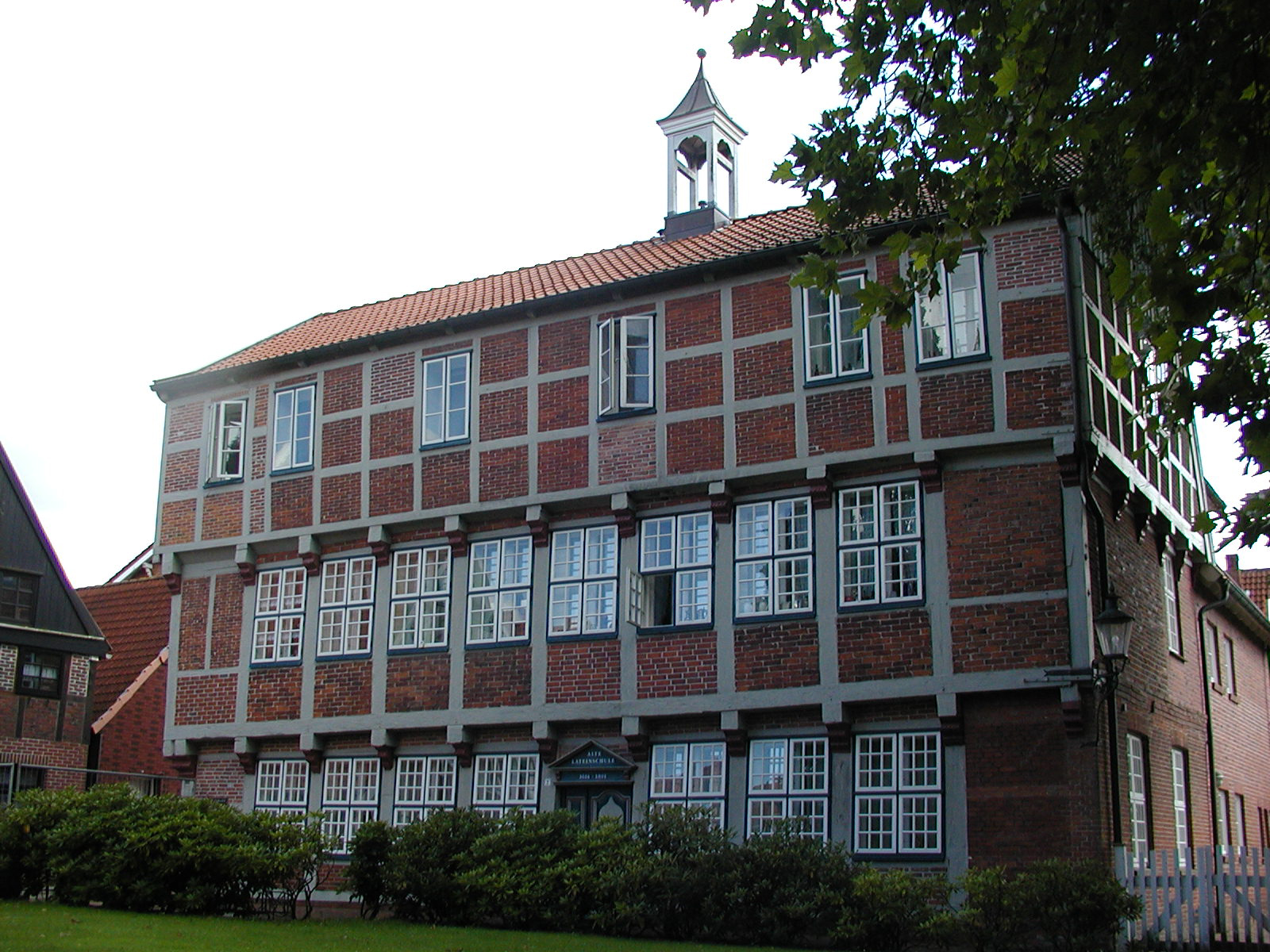
Lateinschule Otterndorf. Zur Zeit Johann Heinrich Voss’ war das Gebäude aus dem 18. Jahrhundert noch ein Stockwerk niedriger.

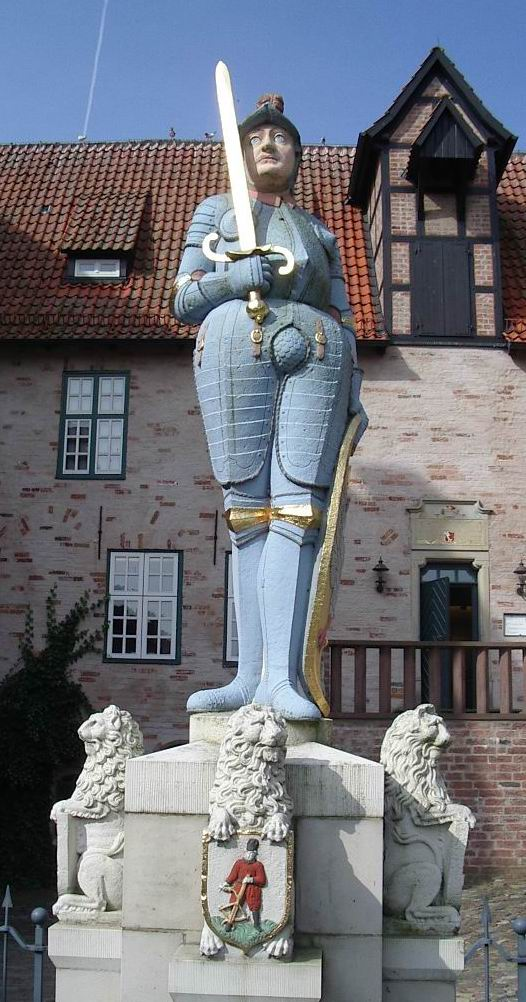
Im Spätmittelalter entwickelte sich der Roland zu einem Sinnbild städtischer Freiheit. Aus diesem Grund ließ auch die Stadt Bremen, als Zeichen ihrer Gerichtshoheit, eine Statue im Hof des Schlosses Bederkesa errichten.

Im Jahre 1400 erhielt der Flecken Otterndorf die Stadtrechte. Das Schloss, das zuvor vom Erzbischof zerstört worden war, wurde mit maßgeblicher Hilfe Hamburgs wieder auf- und ausgebaut. Von 1407 bis 1481 befand sich das Land Hadeln sogar in hamburgischem Pfandbesitz. Die Hamburger waren aber vor allem an festen Stützpunkten entlang der Elbe interessiert, um ihren Handel zu schützen, und mischten sich kaum in die inneren Angelegenheiten des Landes ein. Die Herzöge haben es hingegen nicht versäumt, sich ihre Rechtstitel über Lauenburg, Hadeln, Wursten, das Amt Bederkesa und das Amt Ritzebüttel vorsorglich vom deutschen König bestätigen zu lassen. Schon zu dieser Zeit ist in Otterndorf eine Lateinschule nachweisbar. Der Name Land Hadeln bezog sich zu dieser Zeit aber nur noch auf die wohlhabenden Kirchspiele des Hochlands: Altenbruch, Lüdingworth, Nordleda, Neuenkirchen, Osterbruch und Otterndorf. Wie schon ein Mal zuvor, zerstörten 1420 aufständische Hadler und Kehdinger das erzbischöfliche Schloss Neuhaus.
1444 wurde das ganze Land Wursten wegen Strandraub an Hamburger Gütern mit dem Bann belegt. Der Bann wurde in der Folge zwei Mal verschärft und erst 1451 wieder gelöst. Abgesehen vom emotionalen Druck (unter dem Bann waren die meisten geistlichen Handlungen, wie Gottesdienste, Heiraten, oder Beerdigungen strengstens untersagt; das Abendmahl wurde nur an Kranke verabreicht) war die Situation nicht ungefährlich. Auch der Unterwerfung der Stedinger durch den Erzbischof von Bremen im Jahre 1234 war zunächst ein Kirchenbann vorausgegangen.
1445 verpfändete der ewig mittellose Herzog auch noch die Vogtei Bederkesa an Hamburg, obwohl die halbe Burg und die Gerichtsbarkeit schon längere Zeit dem Bremer Rat gehörten. Zur Vogtei Bederkesa gehörten bereits seit 1388 auch die fünf Kirchspiele des Hadler Sietlands: Ihlienworth, Steinau, Odisheim, Süderleda und Wanna.
Nachdem Herzog Johann von Sachsen-Lauenburg das Land Hadeln endlich aus dem hamburgischen Pfandbesitz ausgelöst hatte, begann er 1484 eine Fehde mit der Stadt Bremen um den Besitz von Burg Bederkesa und Burg Elm. Gleichzeitig versuchte er leichtsinnigerweise, das Land Wursten mit Waffengewalt für seine Herrschaft zurückzugewinnen. Seine böhmischen Söldner wurden aber von den erbosten Wurstern aufgerieben, und der Herzog musste zur Wasserburg Bederkesa fliehen. Als sich die Wurster zur Belagerung aufmachten, konnte er sich angeblich nur mit Hilfe der Ihlienworther retten, die ihn heimlich auf einem Kahn hinausschmuggelten. Da die Burg schlecht vorbereitet war, ergab sie sich bald und kam tatsächlich nie wieder unter die Kontrolle der Herzöge. Faktischer Eigentümer des Amtes Bederkesa und Lehes war jetzt endgültig die Stadt Bremen. Die fünf Kirchspiele des Sietlands scheinen zu dieser Zeit aber wieder an Hadeln gefallen zu sein. Ein Jahr später erschien ein bremisches Heer, das mit der Unterstützung der Wurster die Burg Elm zerstörte. Die Finanzen des Herzogs waren nach diesen unglücklichen Fehden derart zerrüttet, dass er die frischen Einkünfte aus dem Land Hadeln sofort an Hamburg und Bremen verpfänden musste.

## Bauernkriege

### Hadeln zwischen Hamburg und Sachsen-Lauenburg

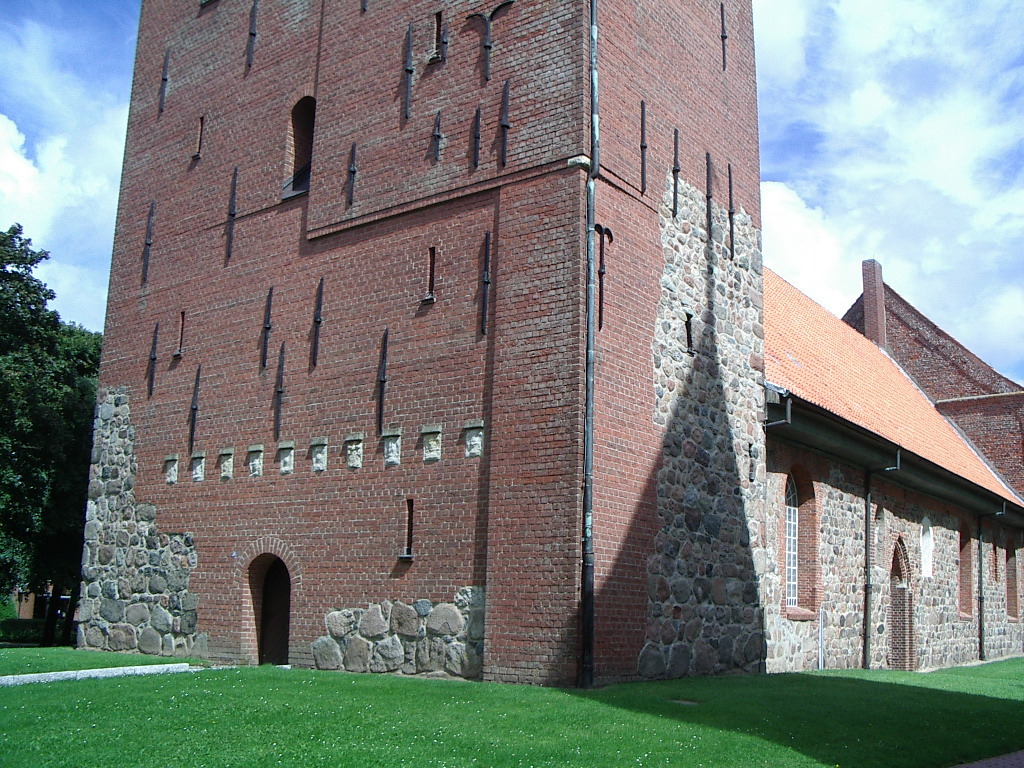
Wie man an den romanischen Fundamenten der St. Nicolai-Kirche in Altenbruch sehen kann, waren die Kirchen in der Region auch zu Verteidigungszwecken geeignet. Hinter der mächtigen Doppelturmanlage wirkt das alte Kirchenschiff (dessen große Fenster erst in der Zeit des Barocks herausgebrochen wurden) beinahe unbedeutend.

Bereits 1456 war es zu einem ersten gewaltsamen Aufstand der Hadler gegen die Hamburger gekommen. Die Hamburger versuchten nicht nur den Weizenhandel zu monopolisieren, sondern hatten auch begonnen, durch ihren Amtmann in Otterndorf in die angestammten Freiheiten der Hadler einzugreifen. Die Hadler forderten hingegen nicht nur den ungehinderten Export von Weizen nach Holland, sondern sogar die volle Gerichtsbarkeit und die Wahl des Gräfen, also die vollständige Unabhängigkeit, allerdings vergeblich. Während die Hamburger ihre Reiterei aus Ritzebüttel einsetzten, verschanzten sich die Hadler in ihren Kirchen. Durch Vermittlung verschiedener Räte kam es zu einem Waffenstillstand und Gefangenenaustausch. Der gefundene Kompromiss zwischen den Interessen der streitenden Parteien wurde danach zur verfassungsrechtlichen Grundlage für die ganze spätere Entwicklung des Landes.

### Ritzebüttel
1462 und 1466 flammten auch Aufstände gegen die Besatzung von Ritzebüttel auf, das ein Teil Hadelns gewesen war, bis die Stadt Hamburg es den Lappes abgekauft hatte.

### Wursten im Schnittfeld von Expansionsbestrebungen
1499 gärte es noch immer im Land Wursten. Gleichzeitig richteten sich sowohl die Begehrlichkeiten von geistlichen wie von weltlichen Fürsten auf das Land. Die Einwohner verweigerten dem Erzbischof von Bremen Johann Ro(h)de den Gehorsam. Als Beweis, dass die Wurster dem Erzbischof auch in weltlichen Dingen Untertan seien, wurde jedoch die jährliche Abgabe des Nummus von 1304 angeführt. In einer bischöflichen Denkschrift heißt es: „Die Wurster wie ihre Marschennachbarn wollen sich nicht raten lassen, weil sie den Herrn nicht fürchten, ihre Obrigkeit nicht ehren, den Kirchen nicht gehorchen. Deshalb werden sie elende Sklaven sein der Fürsten der Finsternis.“ Mit letzteren waren übrigens nicht die apokalyptischen Heerscharen von Gog und Magog, oder Ähnliches, gemeint, sondern der neue Regent von Hadeln, Herzog Magnus, sowie Graf Johann von Oldenburg.

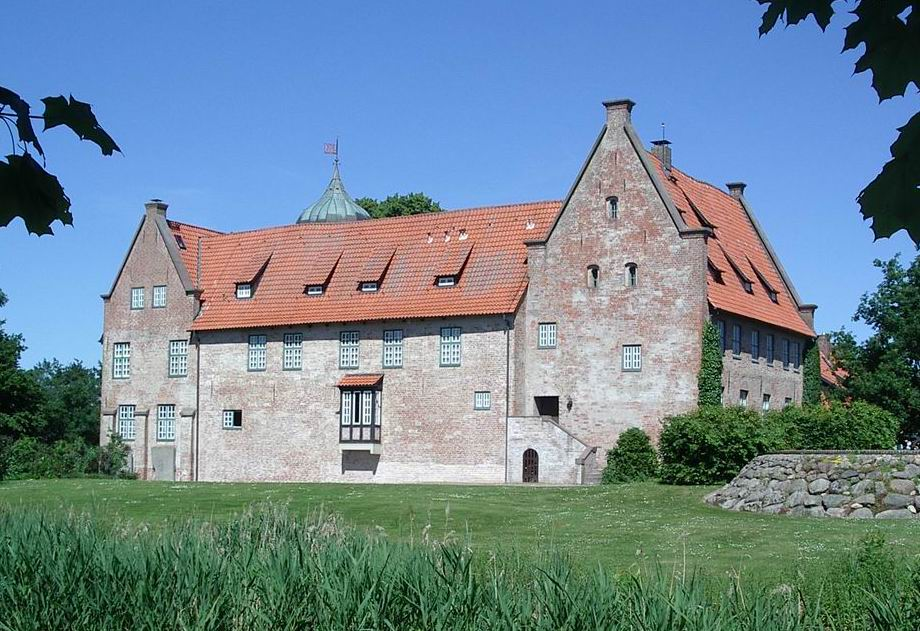
Nach umfangreichen Restaurierungsarbeiten in den 1980er Jahren entspricht der Zustand der Burg Bederkesa in etwa dem Zustand der Anlage vom 16. bis zum 18. Jahrhundert. Heute ist sie Sitz des Archäologischen Museums des Landkreises Cuxhaven.

Nach der militärischen Unterwerfung der Marschen von Butjadingen und Stadland westlich der Weser durch Graf Johann von Oldenburg versuchte der Rat von Bremen die Friesen zu einer Erhebung gegen Oldenburg aufzuwiegeln, allerdings vergeblich. Bei einem Treffen auf Burg Bederkesa zwischen dem Erzbischof und Herzog Magnus erschienen auch die 16 Ratgeber des Landes Wursten und wandten sich um Schutz an den Erzbischof. Dieser nahm die „Unterwerfung“ gnädig an und sandte prompt 1300 Kriegsknechte ins Land. Sowohl Lauenburger als auch Oldenburger nahmen daraufhin Abstand von jeglichen eventuell gehegten Invasionsplänen. Stattdessen drehte der Erzbischof den Spieß um. Zusammen mit den Städten Hamburg und Bremen, die sich um den Besitz ihrer Ämter Ritzebüttel und Bederkesa sorgten, besetzte er das Land Hadeln.
Herzog Magnus stellte daraufhin eine gefürchtete Elitetruppe, die „Schwarze Garde“, in seine Dienste und erhielt von den Herzögen von Braunschweig-Lüneburg zwei „Schlangenbüchsen“ (Kanonen) und zwei Tonnen Schießpulver. Ende des Jahres zog Magnus von Lehe aus gegen Wursten, wurde aber von den Einwohnern ganz ohne die Hilfe ihrer Verbündeten bei Weddewarden überraschend geschlagen. Auf dem Rückzug überrumpelte er aber die Burg Bederkesa und eroberte zumindest das Land Hadeln zurück. Anscheinend wurde dabei auch das Kloster Neuenwalde verwüstet. Am Neujahrstag 1500 erschienen aber die Herzöge von Braunschweig-Lüneburg mit Kriegsvolk vor Bremen. Diese überzeugten die streitenden Parteien, den Status quo vor Beginn der Feindseligkeiten wiederherzustellen. Die Schwarze Garde zog ab und trat in den Dienst des Königs von Dänemark, der sie gegen die aufständischen Dithmarscher nördlich der Elbe einsetzte. Dort wurden die Söldner kurz darauf bei Hemmingstedt geschlagen. Der Status der Wurster war jetzt dem der Hadler recht ähnlich. Zwar stand man unter der Oberherrschaft eines Landesfürsten, aber die alte Selbstverwaltung war noch in Kraft. 1505 gab sich das Land sogar eine eigene Verfassung: die „Wurster Willkür“.

### Unterwerfung von Teilen Kehdingens durch den Bremer Erzbischof
Nachfolger des Erzbischofs Johann wurde Christoph von Braunschweig-Lüneburg, der letzte streng katholische Erzbischof von Bremen. Er sann auf Ausdehnung seines weltlichen Herrschaftsgebietes. Sofort nach seinem Amtsantritt unterwarf er 1512 Teile des ebenfalls autonomen Landes Kehdingen mit den Kirchspielen Oppeln (Wingst), Bülkau, Kehdingbruch und Belum. Sie wurden nun an das erzbischöfliche Amt Neuhaus angeschlossen. Von da an dominierten adlige Gutsbesitzer die wirtschaftliche und politische Entwicklung dieser Gegend. Die Abgaben im Land Wursten wurden unter Androhung schwerer Strafen eingetrieben.

### Unterwerfung des Landes Wursten durch den Bremer Erzbischof

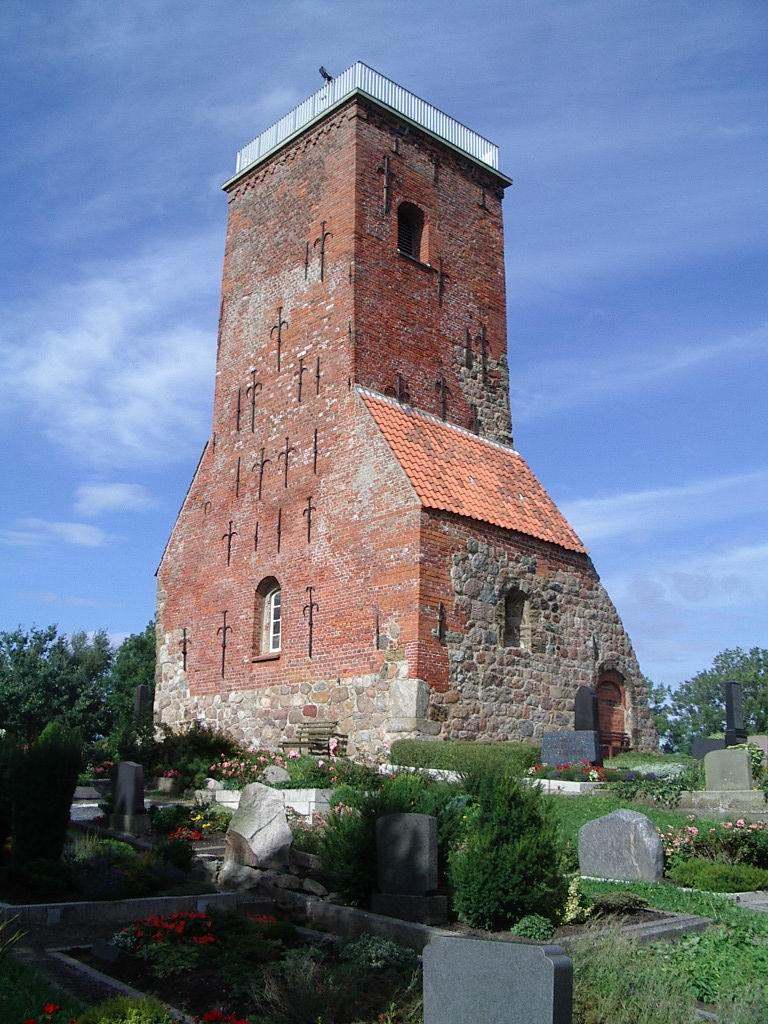
Ochsenturm, der Turm der Kirche von Imsum, des südlichsten Kirchspiels von Wursten. Nach Brand durch Blitzschlag 1875 wurde die neue Kirche in Weddewarden errichtet und das Schiff 1895 abgebrochen.

1464 hatten sich die Cirksena als Grafen von Ostfriesland belehnen lassen, 1498 war Albrech III. von Meißen von König Maximilian I. zum Erzstatthalter von Friesland ernannt worden. 1514 hatte Graf Johann V. die Bauernrepubliken Butjadingen und Stadland am linken Ufer der Wesermündung seiner Grafschaft einverleibt. Damit war von den selbstverwalteten friesischen Gemeinwesen nur noch das Land Wursten übriggeblieben.
Nachdem sich Erzbischof Christoph bei seinen welfischen Verwandten und bei den Ständen des Erzstifts (das Domkapitel, die bremische Ritterschaft, sowie der Landtag der Stiftsstädte Bremen, Stade und Buxtehude) rückversichert hatte, begann er im Dezember 1517 mit 3000 bis 4000 Kriegsknechten, 1000 Reitern und dem Aufgebot des Erzstifts von ca. 8000 Mann schließlich den ersten Eroberungskrieg gegen Wursten. Nach einem ersten Sieg bei Weddewarden unterlagen die Wurster am Wremer Siel nach einer geschickten Zangenbewegung der erzbischöflichen Truppen. Wenige Wochen nach dem Sieg gab der Erzbischof Befehl, bei Weddewarden eine Zwingburg (den so genannten „Morgenstern“) zu erbauen. Er hob die Verfassung auf und beansprucht sowohl die hohe als auch die niedere Gerichtsbarkeit. Die Wurster mussten nun zum ersten Mal in ihrer Geschichte Frondienst leisten. Bei der Kirche von Imsum nahm der Bischof die Huldigung entgegen. Um seine Herrschaft zu legitimieren, erbat Erzbischof Christoph auf dem Reichstag in Augsburg das Land Wursten vom Kaiser als Lehen und erhielt es auch.
Schon im Frühjahr des nächsten Jahres war die Festung fertig. Als zwei Gesandte des Erzbischofs im Sommer auch noch die Weddewardener Feldmark forderten, war das Maß voll. Es kam zum „Gesandtenmord auf dem Klenckenhamm“. In dem folgenden Aufstand wurden die Ländereien des Klosters Neuenwalde verheert. Die Burg Bederkesa wurde erfolglos bestürmt, die Börden Debstedt, Lamstedt und Ringstedt wurden verwüstet. Das Amt Neuhaus wurde von Wurstern und Hadlern gemeinsam geplündert. Danach huldigten die Wurster ihrem ehemaligen Feind, dem Herzog Magnus, dem bzw. dessen Vorgängern sich die Hadler schon Jahrhunderte vorher unterstellt hatten. Dieser bestätigte ihnen ihre alten Privilegien und ließ die neue Festung zerstören.
Die welfischen Verwandten des Erzbischofs vermittelten zunächst einen Waffenstillstand zwischen Erzbischof Christoph und dessen Onkel und Schwager (!) Herzog Magnus. Danach wurden erstere aber in die Hildesheimer Stiftsfehde verwickelt und erlitten eine schwere Niederlage. Die Rache an den „treulosen“ Wurstern musste erst einmal verschoben werden.

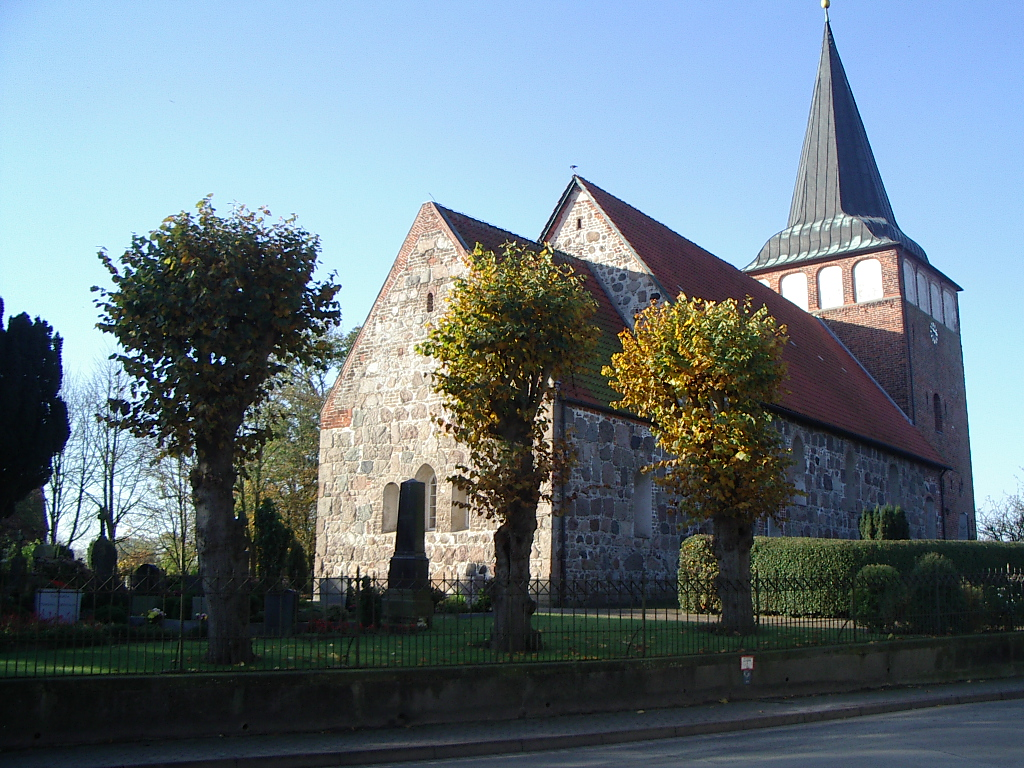
Die Kirche von Mulsum

Erst 1524 erschienen wieder 8.000 bis 9.000 Kriegsknechte und 1.500 Reiter, die für den Erzbischof die Länder Hadeln und Wursten erobern sollten. Im August drangen sie über Sievern in Wursten ein und stellten die Verteidiger auf dem Kirchhof von Mulsum. Zwar besaßen die Wurster Geschütze und Hakenbüchsen, konnten aber nicht mit ihnen umgehen. Sie erlitten große Verluste, und das Land wurde geplündert. Angeblich blieben in ganz Wursten nur 7 Wohnhäuser unversehrt, und selbst die Kirchen wurden nicht verschont. Danach drangen die Söldner auch in Nachbargebiete wie Hadeln ein, ohne auf Widerstand zu stoßen. Aus dem Land Wursten floh ein großer Teil der Bevölkerung.
Im Jahr darauf wandten sich die letzten, verzweifelten Wurster Aufständischen an Herzog Magnus I. von Lauenburg, den Landesherrn Hadelns. Dieser warb daraufhin ca. 1800 Kriegsknechte aus Ostfriesland an. In Wursten konnten sie aber wegen der schweren Verwüstungen schon nicht mehr genug Verpflegung finden. In Lehe sammelte sich währenddessen das Aufgebot des Erzbischofs. Der nächtliche Überfall der herzöglichen Truppen auf Lehe misslang, weil die ausgehungerten Söldner zu plündern begannen. Dann wurde ihnen der Rückzug abgeschnitten und die meisten ergaben sich kampflos. Erneut durchzogen die erzbischöflichen Truppen das Land Hadeln.
Der Erzbischof setzte nach dem endgültigen Sieg seine Vögte in alle Wurster Kirchspiele. Die 16 Berater wurden abgesetzt. Hiermit wurde das Ende der mehr als 300-jährigen Selbstbestimmung des Landes Wursten für immer besiegelt.
Der Untergang der letzten friesischen Bauernrepublik fand zeitgleich mit dem Deutschen Bauernkrieg in Oberschwaben und Mitteldeutschland statt, bei dem hörige Bauern gegen ihre Grundherren aufbegehrten.

## Reformation in Hadeln

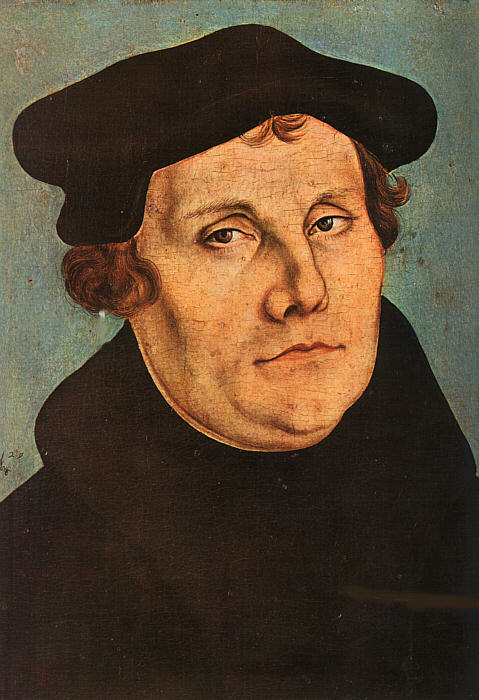
Porträt Martin Luthers von Lucas Cranach, um 1529

Schon 1521 hatte ein Prediger namens Gerhard die neue Lehre des Martin Luther in Otterndorf verkündet.
In den beiden Kriegsjahren verweigerte nun der Vikar von Altenbruch die Pachtzahlungen an den Propst von Hadeln-Wursten. Der Propst genoss zwar selbst die Einkünfte der Pfarre von Altenbruch, übte das Pfarramt aber nicht aus. 1526 zitierte er deshalb seinen schlecht bezahlten Vertreter, den Vikar, nach Neuhaus. Die Gemeinde erhob dagegen Einspruch und forderte stattdessen den Propst auf, nach Altenbruch zu kommen, um ihnen das Wort Gottes „lauter und klarer“ zu verkünden. Schließlich wolle der „gute Hirte“ ja auch die Milch und die Wolle seiner „Schafe“ nutzen. Das erboste Antwortschreiben des Propstes ließ nicht auf sich warten. Unverblümt drohte er mit der Einschaltung befreundeter oder fremder Fürsten. Außerdem könne er den Altenbruchern das Evangelium sicher besser lehren, als „der ehrlose, entflohene Mönch, der das Volk verkehrt und verleitet.“
Mit Genehmigung des Herzogs Magnus, der selbst katholisch blieb, hielt daraufhin Andreas Garding in Altenbruch eine evangelische Predigt. Der Herzog als Landesherr versprach sich davon wohl vor allem eine Schwächung des erzbischöflichen Einflusses in seinen Territorien. Der Erzbischof musste sich nämlich zur selben Zeit mit dem Rat der Stadt Bremen auseinandersetzen, der Anschluss bei protestantischen Fürsten und Städten des Schmalkaldischen Bunds suchte. Man war sich in Hadeln der Risiken aber durchaus bewusst. Deshalb wurden die Sakramente auch weiterhin in deutscher und lateinischer Form ausgeteilt. In einem diplomatischen Balanceakt erkannten die Hadler formell die Ansprüche des Propstes an, ohne sie faktisch zu erfüllen. Schon 1529 verließ der letzte katholische Priester Lüdingworth.
1535 fielen marodierende Söldner unter dem Kommando eines gewissen Oberst Ovelacker in Hadeln ein. Mit reicher Beute zogen sie weiter. Magnus beschuldigte den Erzbischof (wohl nicht ganz zu Unrecht) der Anstiftung. Dadurch wurden aber die Ansprüche des Propstes untergraben. Die kirchliche Gerichtsbarkeit und das Patronatsrecht des Propstes erlosch und fiel an ein eigenes Konsistorium in Otterndorf.
Obwohl sich die Kirche in Hadeln organisatorisch aus dem Erzbistum Bremen gelöst hatte, zahlte man diesem noch längere Zeit einige Abgaben, wenn auch oft widerwillig und mit einigen Briefwechseln.
Bei der Auflösung des Landes Hadeln im 19. Jahrhundert sollte das Konsistorium die politischen Institutionen um ein paar Monate überleben.

## Reformation in Wursten
Die Wurster begannen ihre Reformation zu einer Zeit, da sie ihre politische Unabhängigkeit schon verloren hatten und Erzbischof und Domkapitel als ihre nun auch weltliche Obrigkeit noch streng katholisch waren.
In den Kirchen des Landes Wursten begannen die Gottesdienste 1528/29 von den Gepflogenheiten katholischer Messen abzuweichen, was 1530 zu einer Ermahnung durch Erzbischof Christoph führte. Die Wurster wählten nach dem Vorbild der Stadt Bremen einen Superintendenten, den Pfarrer Bertram Schramm aus Dorum. Der erstellte zusammen mit einem anderen Pfarrer 1534 eine Kirchenordnung der Wurster (Agenda Wursatorum ecclesiastica), die für eine andere Pfarrei abgeschrieben, aber nie gedruckt wurde. Ernsthafte Disziplinarmaßnahmen erlitt er anscheinend nicht, denn 59 Jahre später wurde er am Ort seines Wirkens beigesetzt.

## Weitere Entwicklungen in Hadeln

Porträtgrabstein aus dem 16. Jh. Die Tracht wohlhabender Bauern im Land Wursten lehnte sich offenbar an die spanische Hoftracht der Zeit an.

Auch die Hadler waren militärisch nicht immer hilflos. Zu Ostern 1541 schlugen sie den Einfall von 10 Fähnlein Kriegsknechten blutig zurück.
Nach dem Tod Herzog Magnus’ im Jahre 1543 nahm sein energieloser Sohn Franz I. die Huldigung der Hadler Stände entgegen. Er bestätigte ihre Privilegien und veranlasste die Niederschrift des Hadler Landrechts. Dieses Landrecht blieb bis weit in die Neuzeit gültig, kam in der Stadt Otterndorf aber nur teilweise zur Anwendung, weil dort der nun ständig anwesende Gräfe oder Amtmann, als Statthalter des Herzogs, die hohe Gerichtsbarkeit ausübte. Bei den drei Ständen Hadelns handelte es sich übrigens nicht, wie sonst üblich, um Klerus, Adel und Bürger, sondern um das „Erbland Hadeln“ (= die wohlhabenden Bauern des Hochlands), die „Fünf Kirchspiele“ (= die weniger wohlhabenden Bauern des Sietlands) und das „Weichbild Otterndorf“ (= Bürger und Stadtbauern). Damit dürfte die Hadler Ständeverfassung ein Unikum in der europäischen Geschichte darstellen.
In den Vor- und Ausläufern des Schmalkaldischen Krieges litt auch Hadeln wieder unter den Plünderungen und Erpressungen durchziehender Söldner. Da der hoch verschuldete Erzbischof mittlerweile von den mehrheitlich lutherischen bremischen Ständen und dem Domkapitel nahezu entmachtet worden war, konnten es die Wurster wagen 300 Freiwillige als Unterstützung für den Schmalkaldischen Bund zu schicken.
Erst im Jahre 1567 verzichtete Franz I. offiziell auf alle Ansprüche auf Bederkesa, Lehe und das Land Wursten. Als Gegenleistung wurde sein Sohn Heinrich vom Bremer Domkapitel zum Erzbischof gewählt. Das Land Hadeln band er dafür umso enger an seine Herrschaft. Von nun an waren Verträge des Landes nach außen ohne Zustimmung des Landesherrn nicht mehr möglich. Die Regierung zeichnete sich allerdings durch eine ungehemmte Schuldenwirtschaft und üppige Gelage aus, die von den Hadlern mit zusätzlichen Abgaben und Zöllen bezahlt werden mussten, sowie durch den Familienskandal um Franz’ kostspielige Mätresse. Mit diesen einmaligen Zahlungen erkauften sich die Hadler aber auch ihre weit gehende Selbstverwaltung nach innen. Ansonsten bemühte sich Franz I. etwas um die Entwässerung des Hadler Sietlands. Seinem Sohn Heinrich versprach er für den Fall seines Todes, unter Umgehung der älteren Brüder, das Land Hadeln. Dafür musste dieser ebenfalls väterliche Schulden bezahlen. Als Franz I. 1581 verstarb, brachen, wie vorhersehbar war, lange und bittere Erbstreitigkeiten unter seinen Söhnen aus.
Der protestantische Erzbischof nahm die Huldigung der Hadler entgegen. Endlich schienen sich die langen Bemühungen der Bremer Erzbischöfe um den Besitz des Landes auszuzahlen. Aber schon 1585 starb Heinrich in Bremervörde nach einem Sturz vom Pferd. Noch bevor die Nachricht seines Todes ins Land Hadeln gelangte, besetzte sein jüngerer Bruder Moritz das Otterndorfer Schloss. Die Einwohner jedoch umzingelten das Schloss und ließen keine Verpflegung mehr hinein. Als der regierende Herzog von Lauenburg Franz II. erschien, ergriff Moritz die Flucht. Bald darauf konnte Franz II. die Huldigung der Hadler Stände entgegennehmen.
Um Ostern 1590 begann Franz II. mit dem Bau der „Franzenburg“, praktisch unter den Augen des hamburgischen Schlosses Ritzebüttel, das erst vor kurzem zur Festung erhoben worden war. Trotz oder auch gerade wegen dieser offensichtlichen Drohung verlief seine Herrschaft friedlich. Das Verhältnis zu den Hadler Ständen war verträglich, auch wenn sich der Herzog oft mit neuen Verordnungen in die Rechtspflege und Kirchenordnung einmischte.

### Hexenprozesse

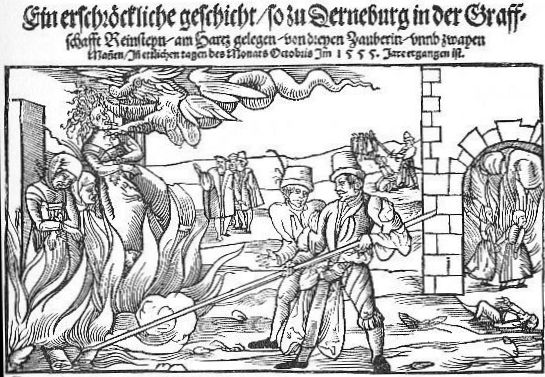
Darstellung einer Hexenverbrennung in Derenburg am Harz von 1555

Obwohl es im Land Hadeln bisher keine besonderen Anzeichen für den in Mitteleuropa grassierenden Hexenwahn gegeben hatte, wurden 1601 insgesamt 13 Personen wegen Zauberei verbrannt, während drei andere bereits im Gefängnis verstarben. Die persönlichen Überzeugungen des Herzogs scheinen beim Ausgang des Prozesses eine maßgebliche Rolle gespielt zu haben. Im selben Jahr gründete der Erzbischof von Bremen Johann Friedrich (1579–1634), jüngster Sohn des Herzogs Adolph I. von Schleswig-Holstein-Gottorp, eine Lateinschule in Dorum. Dieser empfahl seinen Richtern und Vögten im Land Wursten hingegen eine genaue Prüfung der Beweise in Zaubereisachen, da oft leichtfertige Anschuldigungen gegen angebliche Hexen vorgebracht würden.

## Kriegerische Verwicklungen Wurstens
Um seine Geldnöte zu lindern, schloss der greise Erzbischof 1557 ein Geheimabkommen mit einem Söldnerführer namens Wrisberg. Dieser sollte für ihn Abgaben im Land Wursten eintreiben. Gegenüber den bremischen Ständen behauptet er jedoch, die Söldner würden das Erzstift und ihn selbst bedrohen. Obwohl die Täuschung bekannt wurde und die Stände gegen die Ausplünderung ihres eigenen Gebietes durch ihren eigenen Landesherrn protestierten, fand der Kriegszug statt. Die Wurster versuchten zu verhandeln, wurden aber nach einer kurzen, aber vergeblichen Verteidigung auf dem Mulsumer Kirchhof besiegt. In dieser undurchsichtigen Affäre spielte auch der Landdrost des Erzstifts Heinrich von Salza ein doppeltes Spiel: für den Fall, dass das ständische Aufgebot gegen die Söldner zu stark würde, bat er um Hilfe bei Franz I., dem Gegner des Erzstifts. Dafür versprach er aber, die lauenburgischen Ansprüche auf das Land Wursten zu unterstützen.
In den 70er Jahren des 16. Jahrhunderts nahmen viele friesische Schiffer aus den Wurster Sielhäfen als Freibeuter an den Kämpfen der niederländischen Geusen gegen die Monarchie der spanischen Habsburger teil. Oftmals vergriffen sie sich aber auch an den Gütern neutraler Städte, wie Hamburg und Emden.

## Naturkatastrophen und Landgewinnung
1565 grassierte die Pest. 1570 richtete die „Allerheiligen-Flut“ großen Schaden an. 1606 wütete die Pest erneut.
1618 wurden beim Amt Ritzebüttel 916 Morgen Land neu eingedeicht. In diesem Koog entwickelte sich auch ein kleines Fischerdorf, der Koogshafen. Dies war die Keimzelle der späteren Stadt Cuxhaven. Zwischen 1618 und 1636 wurde auch der heute noch existierende Wurster Seedeich angelegt. Die Fastnachtflut von 1625, wieder verbunden mit einer Sonnenfinsternis, richtete in beiden Bereichen Schäden an.

## Dreißigjähriger Krieg
Nach dem Tod Franz’ II. übernahm Herzog August 1619 die Herrschaft. Während sich die ersten Kriegsjahre kaum auf Hadeln auswirkten, marschierte 1626 der Administrator von Magdeburg, im Auftrag des Königs von Dänemark Christian IV. gegen Schloss Ritzebüttel, das überrumpelt wurde. Schon bei dieser Aktion handelte es sich nicht mehr um einen konfessionellen Konflikt, sondern um einen Zollstreit. Mehrere Monate lagen dänische Soldaten in Hadeln und Wursten.
Nach dem Sieg der katholischen Liga über die Dänen in der Schlacht von Lutter am Barenberge drangen katholische Truppen in das Erzstift Bremen ein, plünderten Ritzebüttel, besetzten die Franzenburg und erzwangen hohe Geldzahlungen. Wegen ihrer Ausschreitungen machten sich die Kaiserlichen bald verhasst. Der Erzbischof, ein Neffe König Gustav Adolfs von Schweden, zeigte sich zögerlich. Er bat Tilly um Frieden und bot ein Bündnis mit dem Kaiser an. Tilly selbst quartierte sich 1628 nach der Belagerung von Stade in der dortigen Festung ein. Die Rekatholisierung des Erzstifts Bremen begann.
Nach dem Sieg Gustav Adolfs über Tilly bei Breitenfeld wendete sich das Blatt. Jetzt ging auch der Erzbischof von Bremen gegen die Kaiserlichen vor. Die Franzenburg wurde von Hadlern und Wurstern belagert und im Dezember 1631 erobert. Im nächsten Jahr besetzten die Schweden Hadeln für kurze Zeit. Die Wurster und Hadler hielten bei den entstehenden Kämpfen den Ostedeich gegen die Kaiserlichen. Im Juli 1632 räumten die Schweden das Land.
Im Großen und Ganzen war das Land Hadeln, wie der größte Teil des heutigen Niedersachsen, im Verlauf des Krieges recht glimpflich davongekommen. Der letzte Erzbischof Friedrich, ein Sohn Königs Christian VI. von Dänemark, garantierte die Neutralität des Erzstifts. Jedoch scheint eine merkliche Verrohung der Sitten eingetreten zu sein. So wurde 1634 der Schultheiß von Oster-Ihlienworth von seinem Kollegen aus Odisheim im Streit erstochen. Das Laster des Tabakrauchens wurde von den Schweden übernommen. Die Behebung von Sturmflutschäden am Wurster Seedeich verzögerte sich über mehrere Jahre, weil die Interessenten wegen der Kriegslasten ihre Beiträge nicht bezahlen konnten.

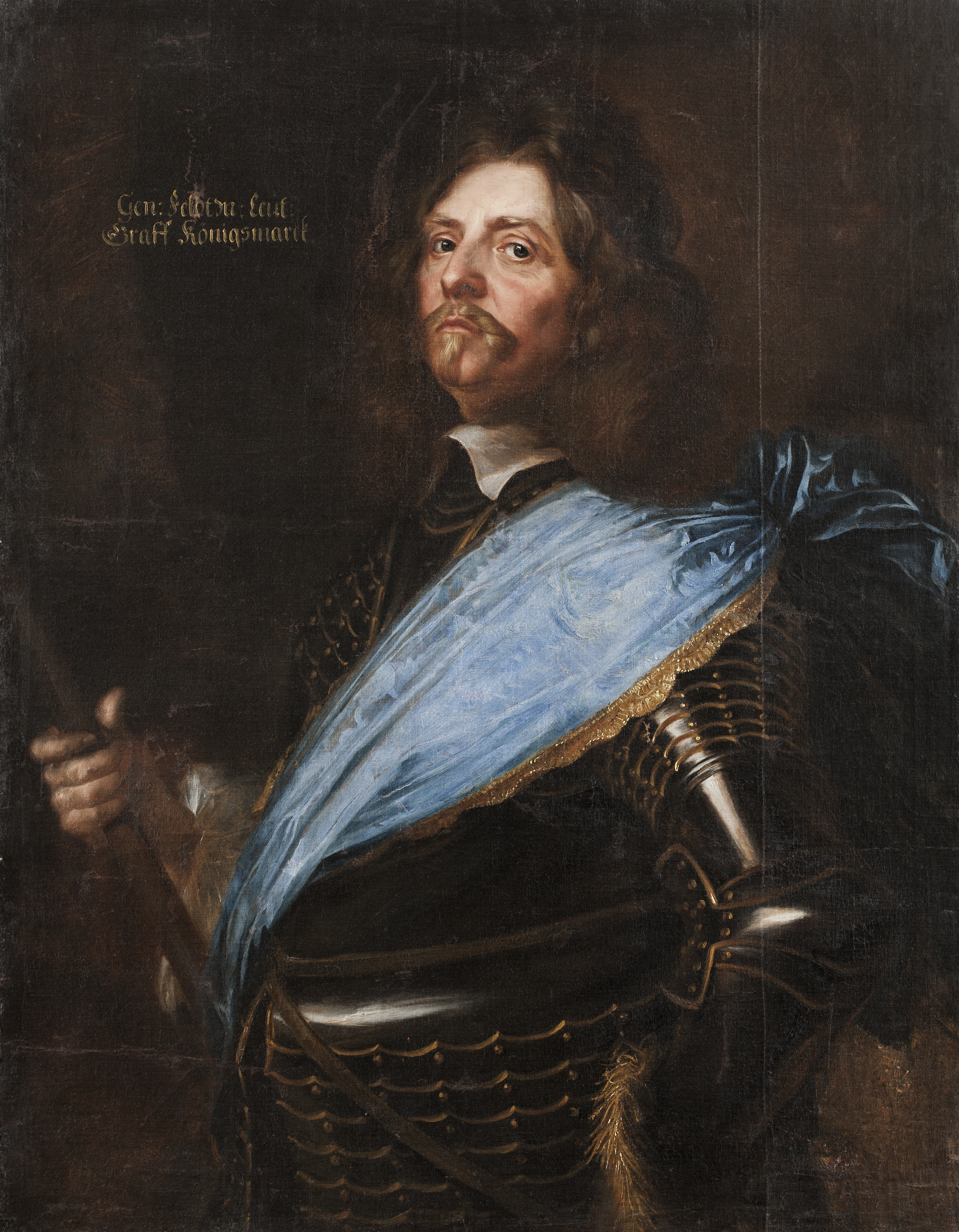
Hans Christoph von Königsmarck 1651

Gegen Ende des Krieges kam es zum Konflikt zwischen Dänemark und Schweden um die Hegemonie in Nordeuropa. 1645 besetzte der schwedische Graf Hans Christoph von Königsmarck die Stifte Bremen und Verden. Wieder waren Einquartierungen und Requirierungen fällig. Im südlichen Land Wursten wurden viele Häuser in Brand gesteckt. Auf die Beschwerden der Hadler soll Königsmark geantwortet haben: „Man muss den Hadlern die silbernen Pflüge nehmen, sie können hierfür mit eisernen hinfahren, die Feldarbeit zu verrichten.“ (Bekannter wurden jedoch seine Enkelin Aurora, die spätere Geliebte August II., des Starken, und sein Enkel Phillipp Christoph, ein Abenteurer, der nach seiner unstandesgemäßen Liaison mit Sophie Dorothea von Braunschweig-Lüneburg (der „Prinzessin von Ahlden“) wahrscheinlich ermordet wurde.)
Nach dem Westfälischen Frieden von 1648 wurde das Bistum Bremen säkularisiert und fiel an Schweden. Die Schweden erhoben aber auch Anspruch auf Lehe und das Amt Bederkesa. Nach langem Streit mit der Stadt Bremen eroberte Königsmark 1654 das Schloss im Sturm und ließ den Burgwall schleifen. Das kleine Land Hadeln war somit vollständig von schwedischem Gebiet umgeben.
In der zweiten Hälfte des 17. Jahrhunderts nahm die Bedeutung des Torfstichs zu. Da die umliegende Geest von der wachsenden Bevölkerung größtenteils abgeholzt worden war, griff man verstärkt auf getrockneten Torf als Brennstoff zurück. Besonders in den Reihendörfern rund um das Ahlenmoor hatte man schon lange Torf für den Eigenbedarf gestochen, doch nun begann man den Torf in größeren Mengen auf Kähnen zu den Endverbrauchern zu schiffen. Das Land Wursten gründete zur selben Zeit einen gemeinsamen Deichverband Land Wursten, um die Deichlasten auf alle Kirchspiele gleichmäßig zu verteilen.

## Nordische Kriege

### Die „Nebenwirkungen“ des Schwedisch-Polnischen Krieges

Beschießung der Leher Schanze durch die Schweden am 3. August 1657. Die Schanze lag auf dem Gebiet der heutigen Seebeckwerft in Bremerhaven. Links im Vordergrund ist die heute noch existierende Marien-Kirche im alten Geestendorf zu sehen.

Nach dem Tod Herzog Augusts gelangte 1656 sein Halbbruder Julius Heinrich zur Herrschaft. Obwohl dieser Katholik war und während des Dreißigjährigen Krieges auf Seiten Wallensteins gestanden hatte, bestätigte er den Hadlern alle ihre Privilegien und die alte Kirchenordnung. Im Jahr darauf versuchten die Dänen erneut, den Schweden ihr neu gebildetes Fürstentum Bremen-Verden streitig zu machen. (Schwedisch-Polnischer Krieg, 1655–1660) Eine dänische Kriegsflotte aus Glückstadt landete bei der Belumer Schanze, wurde aber bald darauf von den aus Pommern anrückenden Schweden wieder vertrieben. Ebenso eroberten die Schweden die von Dänen besetzte Leher Schanze und die Stadt Bremervörde zurück. Herzog Julius Heinrich beantragte die Anwerbung von Soldaten, aber die Hadler Stände bevorzugten die Selbstverteidigung durch die Landwehr.
1666 ließ sich Herzog Julius Franz in Hadeln huldigen. Als er 1689 nach weitgehend friedlicher Herrschaft ohne männliche Erben starb, erlosch das askanische Haus von Sachsen-Lauenburg.
Obwohl ein Erbvertrag mit dem welfischen Herzog Georg Wilhelm von Celle-Lüneburg existierte und die Gesandten aus Kur-Brandenburg, die im Namen des Fürstentum Anhalt Ansprüche erhoben, von den Hadler Ständen abgewiesen wurden, quartierten sich sowohl schwedische Reiter als auch kursächsische Truppen im Land Hadeln ein.
Nachdem die Grafschaft Oldenburg westlich der Weser durch Erbschaft an Dänemark gefallen war, ließ König Karl XI. von Schweden 1672 nahe der Leher Schanze mit Arbeiten für die projektierte Festungsstadt Carlsburg beginnen. Aber schon drei Jahre später wurde sie von den Dänen und den mit ihnen verbündeten Münsteranern und Braunschweig-Lüneburgern eingeschlossen und ausgehungert. Danach wurde das Land Wursten besetzt und geplündert. Für einige Jahre nahmen die Braunschweig-Lüneburger das Fürstentum Bremen-Verden in Besitz. Erst 1680 wurde es wieder Schweden zuerkannt.
Um innere Wirren in Deutschland während der Zeit des Pfälzischen Erbfolgekrieges gegen Frankreich zu vermeiden, stellte Kaiser Leopold I. das Herzogtum Lauenburg mitsamt dem Land Hadeln unter seine direkte Verwaltung. Der kaiserliche Kommissar bestätigte den Ständen alle ihre kirchlichen und weltlichen Privilegien. Die neuen Statthalter und Gräfen hielten sich danach nur noch selten im Land auf. Eine kleine schwedische Schutzwache verblieb in Hadeln.

### Das Ende der schwedischen Hegemonie
Während sich die Schweden im Laufe des Großen Nordischen Krieges (1700–1721) in Polen und Russland verausgabten, nutzen die Dänen die Gelegenheit und besetzten das schwedische Fürstentum Bremen-Verden ein weiteres Mal. Aber 1712 brach die Pest unter den Soldaten aus und verbreitete sich im Jahr darauf auch im Umland. Zum Unmut der Hadler Stände wurde jetzt ständig eine katholische Messe in Otterndorf gehalten, die vom kaiserlichen Kriegsvolk und anderen Fremden gut besucht wurde.
1715 verkaufte König Friedrich IV. von Dänemark die Herzogtümer Bremen und Verden an Georg I., Kurfürst von Hannover und König von England. Dieser erklärte daraufhin Schweden den Krieg. Gegen Ende des Jahres rückte eine Kompanie Hannoveraner in Hadeln ein, um die schwedische Wache zu entwaffnen. Dem widersetzten sich die Hadler mit Unterstützung der Kaiserlichen. Die Hannoveraner zogen unverrichteter Dinge wieder ab.
Die große „Weihnachts-Flut“ von 1717 richtete furchtbare Schäden an der ganzen Nordseeküste an. Im Land Wursten ertranken fast 200 Menschen.
1719 akzeptierte auch die Königin von Schweden eine Entschädigung für die Herzogtümer Bremen und Verden. Damit gingen sie definitiv in hannoverschen Besitz über. Im Land Wursten wurden vor allem Angehörige des alten bremischen Stiftsadels als Vögte eingesetzt. Aus einer adeligen Gerichtsbarkeit im Norden des Landes entwickelte sich das Amt Nordholz. Im Land Hadeln stieg während dessen der Unmut über die ständig zunehmenden „Geschenke“ und „Ehrensolde“ an den kaiserlichen Kommissar. Als Georg II. als Herrscher des Herzogtums Lauenburg von den Hadlern die Huldigung forderte, wären ihm diese gern entgegengekommen, da in Kurhannover solche Praktiken angeblich unter strengen Strafen standen. Aber erst 1731 überließ Kaiser Karl VI. das Land Hadeln den Kurfürsten. Hiermit waren alle Teile Althadelns (außer Ritzebüttel) zum ersten Mal seit mehr als 500 Jahren wieder unter einem einzigen Souverän vereinigt. Die Selbstverwaltung der Hadler Stände blieb dabei aber unangetastet.

## Hadeln und Wursten vereint unter den Welfen

### Im Kurfürstentum Hannover
Der Geheimrat Philipp Adolf von Münchhausen wurde als Gräfe eingesetzt, residierte aber in Stade, und siedelte 1746 ganz nach Hannover über. Bei den Hadler Ständen warb er erfolgreich um Beiträge für die Errichtung und den Unterhalt der neuen Universität in Göttingen, die 1737 von seinem Bruder Gerlach Adolph Freiherr von Münchhausen gegründet wurde.
Vier Jahre nach der Huldigung löste Georg II. Bederkesa aus dem Pfandbesitz des Grafen Königsmark und richtete dort ein königliches Amt ein.

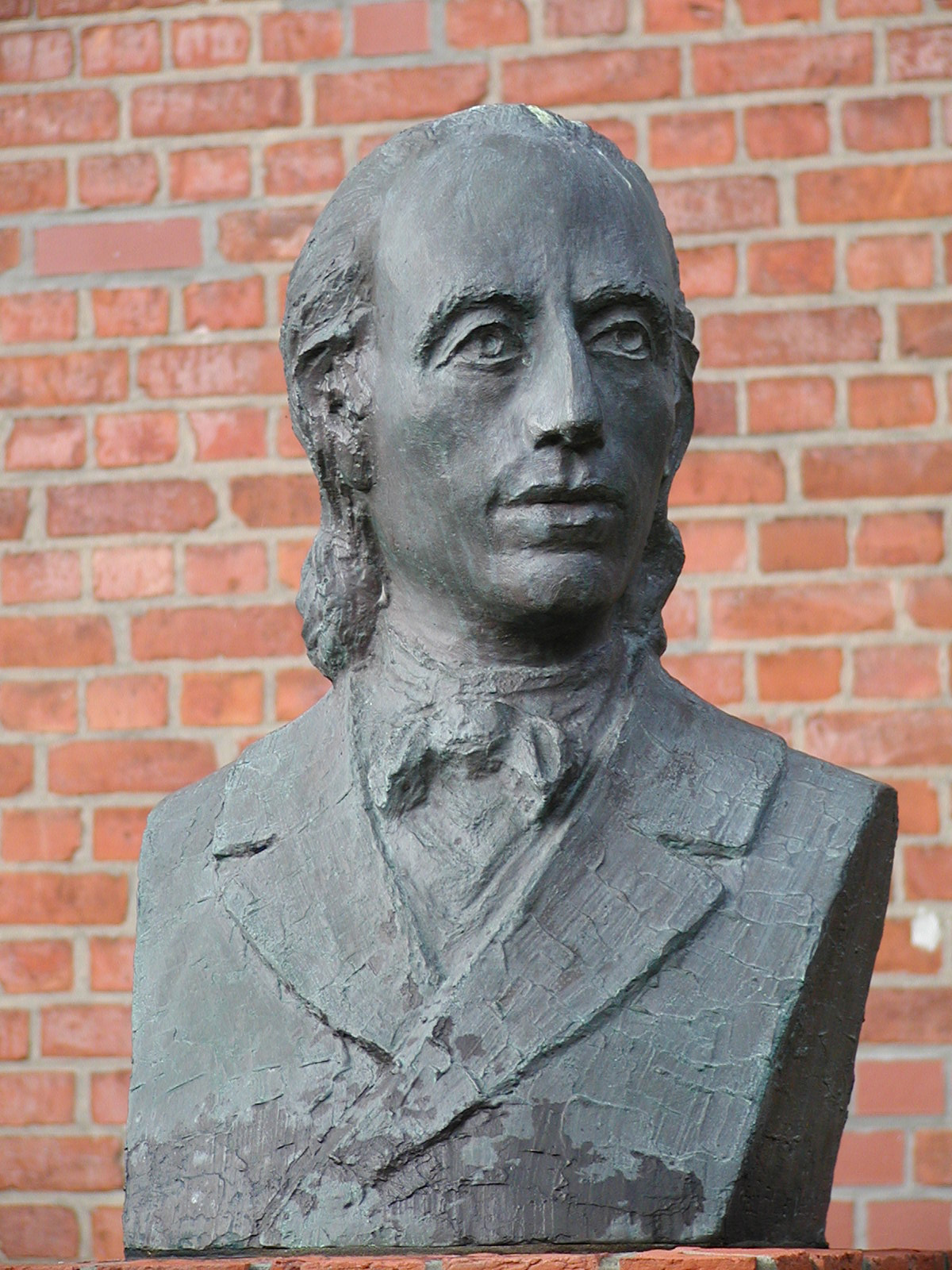
Büste von Johann Heinrich Voss in Otterndorf. Sein Blick ist auf die Lateinschule gerichtet.

Schon bald nach Ausbruch des Siebenjährigen Krieges (1756–1763) zwischen Österreich, Frankreich, Russland, Schweden und den meisten deutschen Fürstentümern einerseits, und Preußen, Großbritannien und Hannover andererseits, wurde das ganze Kurfürstentum Hannover von französischen Truppen besetzt (Konvention von Kloster Zeven). Viele Hadler und Wurster flohen vor den französischen Dragonern nach Hamburg oder Holstein. Aber bereits Anfang 1758 drängte der Herzog Ferdinand von Braunschweig die Franzosen über den Rhein zurück.
Im weiteren Verlauf des Krieges wurden mehrmals Truppen ausgehoben, davon 143 Rekruten aus dem Land Wursten. Die Hadler Stände widersetzen sich jedoch unter Berufung auf ihre alten Privilegien. Sie akzeptierten nur einmalige Kriegsabgaben und die Bereitstellung von Trainknechten. Erst 1762 erzwang ein Regiment hannoverscher Infanterie mit der Unterstützung von Kavallerie und zwei Geschützen die Aushebung von 300 Rekruten. Schon ein Jahr später war der Krieg zu Ende.
Von 1778 bis 1782 wirkte Johann Heinrich Voß als Rektor der Latein-Schule in Otterndorf. In diese Zeit fällt seine maßgebliche Übersetzung der Odyssee ins Deutsche.
Während der Koalitionskriege (1792–1797; 1798–1802) gegen das revolutionäre Frankreich kam es wieder zu Einquartierungen und zur Erhebung von Kriegssteuern an Hannover und Preußen. Rekrutierungen werden aber immer noch umgangen.
Mittlerweile kam es zu Spannungen zwischen Preußen und Großbritannien. 1800 eskalierte der Konflikt um ein preußisches Schiff, das von Engländern gekapert worden war und nun in Cuxhaven vor Anker lag. Der Hamburger Senat nahm zwar unter großen Opfern die englische Besatzung gefangen, aber dennoch rückten zwei preußische Bataillone in Ritzebüttel ein. Ein Jahr später marschierten 24.000 preußische Soldaten in Kur-Hannover ein, um die Häfen in den Mündungen der Elbe, Weser und Ems zu verschließen. So versuchte man die Seeherrschaft Großbritanniens zu schwächen und den aufstrebenden französischen Feldherrn Napoléon Bonaparte gewogen zu stimmen. Im Gegensatz zum Land Wursten war in Hadeln die Empörung über diesen preußischen Willkürakt groß, auch wenn die Besatzung nur wenige Monate dauerte.

### Französische Besatzung
1803 nahm Großbritannien den Krieg gegen Napoleon wieder auf. Daraufhin wurde ganz Kur-Hannover von französischen Truppen besetzt. 1805 zogen die Franzosen ab, um in Österreich zu kämpfen, und die Preußen, die sich in diesem Konflikt neutral verhielten, kehrten zurück. Nachdem die Invasion Englands durch die Vernichtung der französisch-spanischen Flotte bei Trafalgar endgültig abgewendet worden war, landeten englische Truppen in Cuxhaven, und die hannoversche Regierung wurde kurzfristig wiederhergestellt.
1806 ließen sich die Preußen Kur-Hannover von Napoleon „schenken“. Aber noch im selben Jahr bot er den Briten denselben Köder an. Die Preußen ließen sich provozieren und stellten Frankreich ein verhängnisvolles Ultimatum. Nach den Niederlagen von Jena und Auerstedt mussten sich die Preußen zurückziehen und die Franzosen besetzten Kur-Hannover ein zweites Mal. Jeglicher Handel mit England wurde durch die Kontinentalsperre streng unterbunden. Die kleinen Sielhäfen in Wursten eigneten sich aber sehr gut für den Schmuggel. Neuwerk entwickelte sich zu einem wichtigen Umschlagsplatz, bis die Insel 1808 überraschend besetzt wurde. Hadeln musste enorme Kriegskontributionen leisten.
1809 eroberten englische Truppen Cuxhaven und die Batterie auf der Carlsburg. Aber bald darauf wurden sie von einem dänischen Corps im Auftrag der Franzosen vertrieben.
1810 wurde Kur-Hannover dem Königreich Westphalen unter der Regierung von Napoleons Bruder Jérôme einverleibt. Das ganze deutsche Küstengebiet wurde jedoch abgetrennt, in Departements, Arrondissements, Kantone und Mairies unterteilt, und zu einem Teil des Kaiserreichs Frankreich erklärt. Der Code civil wurde eingeführt. Für den Bau zweier Forts vor Cuxhaven mussten Arbeitsdienste geleistet werden. In den drei Küstendepartements wurden einige tausend Seeleute und Infanteristen ausgehoben. Von diesen nahm das Stader Regiment, dem auch Rekruten aus Hadeln und Wursten angehören, an Napoleons Feldzug nach Russland teil. Von den 1366 Mann dieses Regiments kehrten nur 67 Mann und 16 Offiziere zurück.

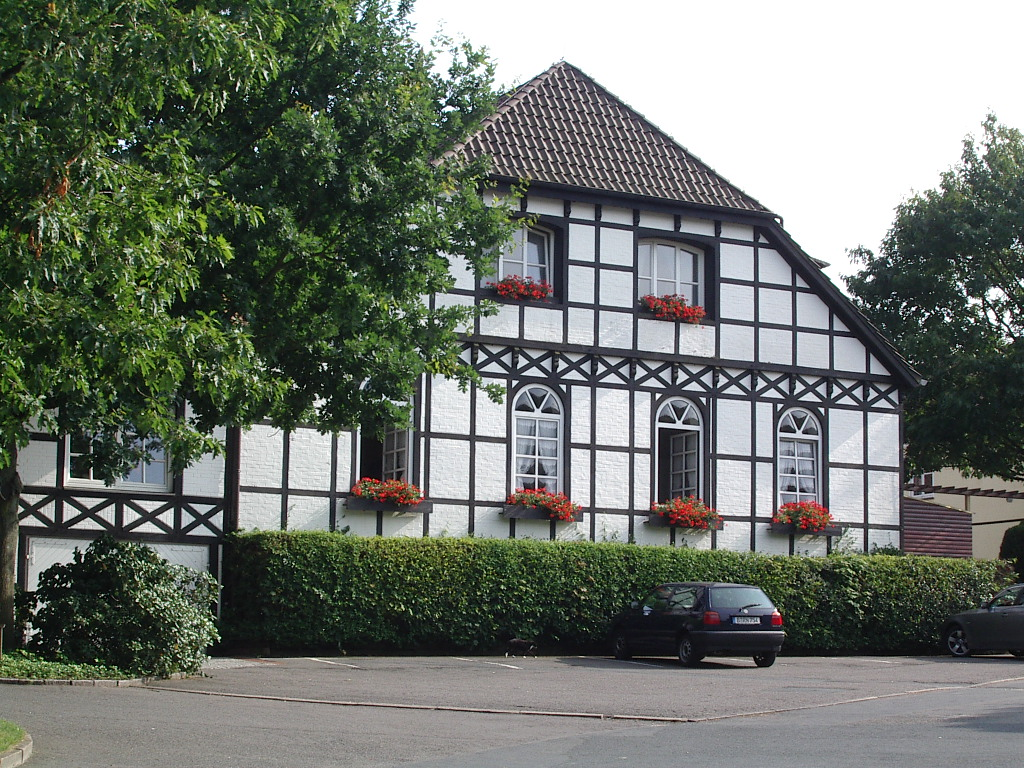
Der „Bösehof“ in Bederkesa, den sich Hauptmann Böse 1825 als Ruhesitz zugelegt hatte, dient heute als Hotel.

Als die Nachrichten über den Untergang der „Großen Armee“ nach Deutschland gelangten, brachen im März 1813 in den Elbmarschen Aufstände gegen die französischen Besatzer aus. Den Widerstand in Bederkesa führte Heinrich Böse, ein durch Börsenspekulationen und als Zuckerfabrikant in Bremen reich gewordener Kaufmann, genannt „Hauptmann“ Böse. Die Dorumer vertrieben die französischen Zöllner und Gendarmen. Der von den Briten unterstützte Aufstand in Lehe wurde jedoch blutig nieder geschlagen. Die Kriegskontributionen wurden danach mit Gewalt eingetrieben. Schließlich zogen sich die Franzosen aber doch nach Hamburg und Ritzebüttel zurück. Im November musste sich die Besatzung von Ritzebüttel, nach heftiger Beschießung durch russische Truppen und eine englische Flottille, ergeben.
Nachdem der König von England eine provisorische Militärverwaltung in Hannover eingerichtet hatte, mussten die Einwohner erneut große Mengen Proviant liefern und Arbeiter für den Festungsbau stellen, dieses Mal aber für die russischen und alliierten Truppen. Das Trauma der Franzosenzeit hat auch in Hadeln und Wursten die Entstehung eines deutschen Nationalgefühls gefördert. Andererseits blieb ebenfalls ein starkes Misstrauen gegen die preußischen Hegemoniebestrebungen zurück.

### Im Königreich Hannover
1814 eröffnete Georg III. den Landtag in Hannover. Das Kurfürstentum, das neue Territorien hinzu gewonnen hatte, wurde zum Königreich erhoben. Nach der Verfassungsreform von 1819 erhielt Hannover eine Landständeversammlung mit zwei Kammern, einer ritterschaftlichen und einer bürgerlichen. Unter den 20 Deputierten des freien ländlichen Grundbesitzes war das Land Hadeln mit zwei Deputierten überdurchschnittlich gut vertreten, das Land Wursten nur mit einem. In den folgenden Auseinandersetzungen zwischen König, Adel und Volk vertraten die Marschendeputierten fast immer eine liberale Position. Die nassen Sommer und die harten Winter in den nächsten Jahren erschwerten jedoch den Wiederaufbau. Es kam sogar zu Überfällen organisierter Räuberbanden in Hadeln und Wursten.
Nach seinem Aufenthalt im Seebad Cuxhaven 1823 verfasste Heinrich Heine seine „Nordseebilder“, mit denen er als erster deutscher Dichter das Meer und die Küste als Sujet entdeckte. Bis dahin hatten die Schriftsteller der Romantik diese Landschaft als öde und langweilig angesehen, weil ihr die malerischen Bergesgipfel, Wasserfälle, Burgruinen etc., fehlten.
Im Februar 1824 durchbrach eine verheerende Springflut bei Vollmond, Gewitter und Schneegestöber die Deiche an mehreren Stellen. Aus allen Teilen Deutschlands und aus England gingen Spenden für die Notleidenden ein. Der Seedeich wurde ausgebessert und entscheidend erhöht.
1827 trat Hannover der Hansestadt Bremen mehrere Morgen des Leher Außendeichs an der Mündung der Geeste ab. Hier wurde Bremerhaven gegründet. In der Nähe der alten Carlsburg hob man das erste Hafenbecken aus.
1833 ließen sich die Kirchspiele des Landes Hadeln zum letzten Mal die alte Verfassung vom Landesherrn (Wilhelm IV.) bestätigen. Danach trat das neue Staatsgrundgesetz in Kraft, das aber sowohl die Gerichtsbarkeit als auch die Provinziallandschaften unangetastet ließ.

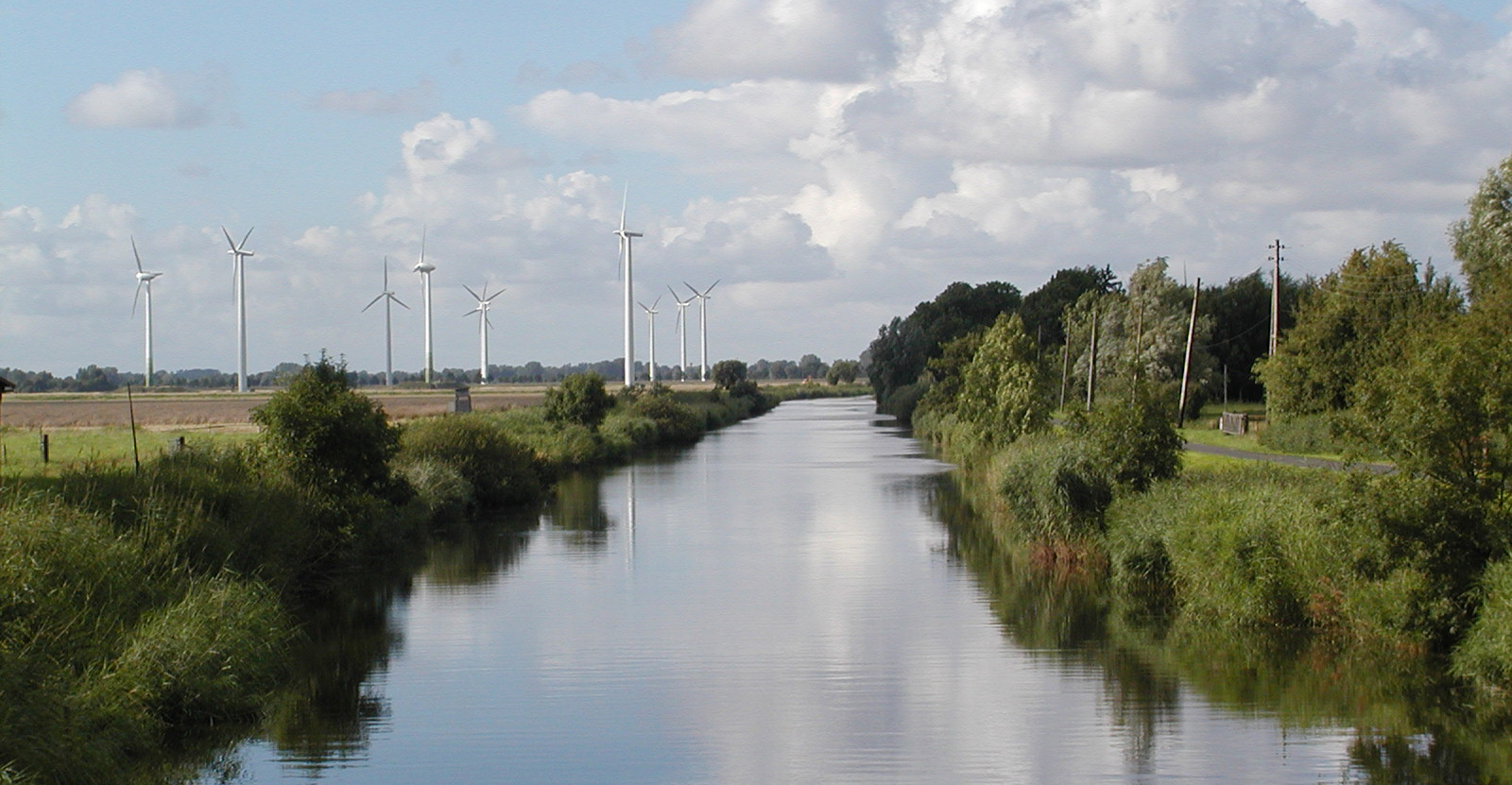
Hadelner Kanal zwischen Bülkau und Nubhusen.

Nach wiederholten schweren Überschwemmungen im Sietland warb der angesehene Hauptmann Böse aus Bederkesa für ein großes Entwässerungsprojekt, den Hadelner Kanal, der in der Vergangenheit schon mehrmals projektiert, aber nie realisiert worden war. 1834 verfügte die Landdrostei Stade den Bau, aber die Bauern des Hochlands erreichten wieder einen Aufschub, da sie selbst von der Entwässerung nicht profitierten, aber an den Kosten beteiligt werden sollten.
Gegen Mitte des Jahrhunderts gründete der durch Börsenspekulationen und als Zuckerfabrikant in Bremen reich gewordener Kaufmann Heinrich Böse, auch Hauptmann Böse genannt, zusammen mit den Schultheißen aus Steinau, Odisheim und Ihlienwort einen Hilfsverein um die Not zu lindern. Er ließ Getreide verteilen und Schweine schlachten, damit die Bevölkerung zu essen hatte.
1837 endete die Personalunion zwischen Großbritannien und Hannover. Bald nach seiner Thronbesteigung löste Ernst August, der neue König von Hannover, die Ständeversammlung und das Grundgesetz auf. Dieser absolutistische Verfassungsbruch löste in Hadeln solche Entrüstung aus, als ob der König die alten Privilegien zerrissen hätte. Da viele Hadler eine enge Beziehung zur Universität Göttingen hatten, erregte besonders die Absetzung der Göttinger Sieben große Empörung.
Im Jahr darauf beriet man in Hannover eine neue Verfassung. Die Hadler, die zuvor die Neuwahlen zur Ständeversammlung boykottiert hatten, lehnten die geplante Zusammenlegung ihres Landes mit den Herzogtümern Bremen und Verden ab, wegen des dortigen Übergewichts der Ritterschaft. Viele wohlhabende Hadler folgten dem Beispiel des Hauptmann Böse und verweigerten die Steuerzahlungen. Es kam zu polizeilichen Überwachungen, Strafeinquartierungen und Strafversetzungen von Beamten.
Nach seiner Rückkehr von Helgoland, wo er das „Deutschlandlied“ gedichtet hatte, besuchte Hoffmann von Fallersleben 1842 das Land Hadeln. In Cuxhaven richteten ihm seine zahlreichen Anhängern ein Festessen aus. 1845 wiederholte er seinen Besuch, wurde aber, unter Protest der Hadler, von der Regierung ausgewiesen.

### Märzrevolution und die Folgen
Während es im März 1848 in Berlin und Wien zum Umsturz kam, erfüllte König Ernst August von Hannover fast widerstandslos die Forderungen der Liberalen nach Pressefreiheit, Bürgerbewaffnung, Vereinsfreiheit, Schwurgerichten, und besonders nach Wahlen für ein deutsches Parlament. Auch in der ersten Kammer der hannoverschen Ständeversammlung wurde die Vorherrschaft des Adels gebrochen. Unter den Hadler Liberalen brach jedoch ein Streit aus, zwischen den Anhängern eines geeinten Deutschlands um Hauptmann Böse, und den Verfechtern eines hannoverschen Partikularismus. In Wursten agitierten Anhänger des badischen Volksführers Friedrich Hecker, die auch den Liberalen viel zu revolutionär erschienen. Auf diese bewegten Zeiten gehen viele noch heute gebräuchliche Wirtshausnamen wie „Deutsches Haus“ oder „Stadt Frankfurt“ zurück.
Mitte des 19. Jahrhunderts strebte die hannoversche Regierung durch mehrere Reformen des Straf-, Verfahrens-, Justiz- und Verfassungsgesetzes eine Rechtsvereinheitlichung an. Viele Hadler Sonderregelungen wurden dadurch zurückgedrängt.

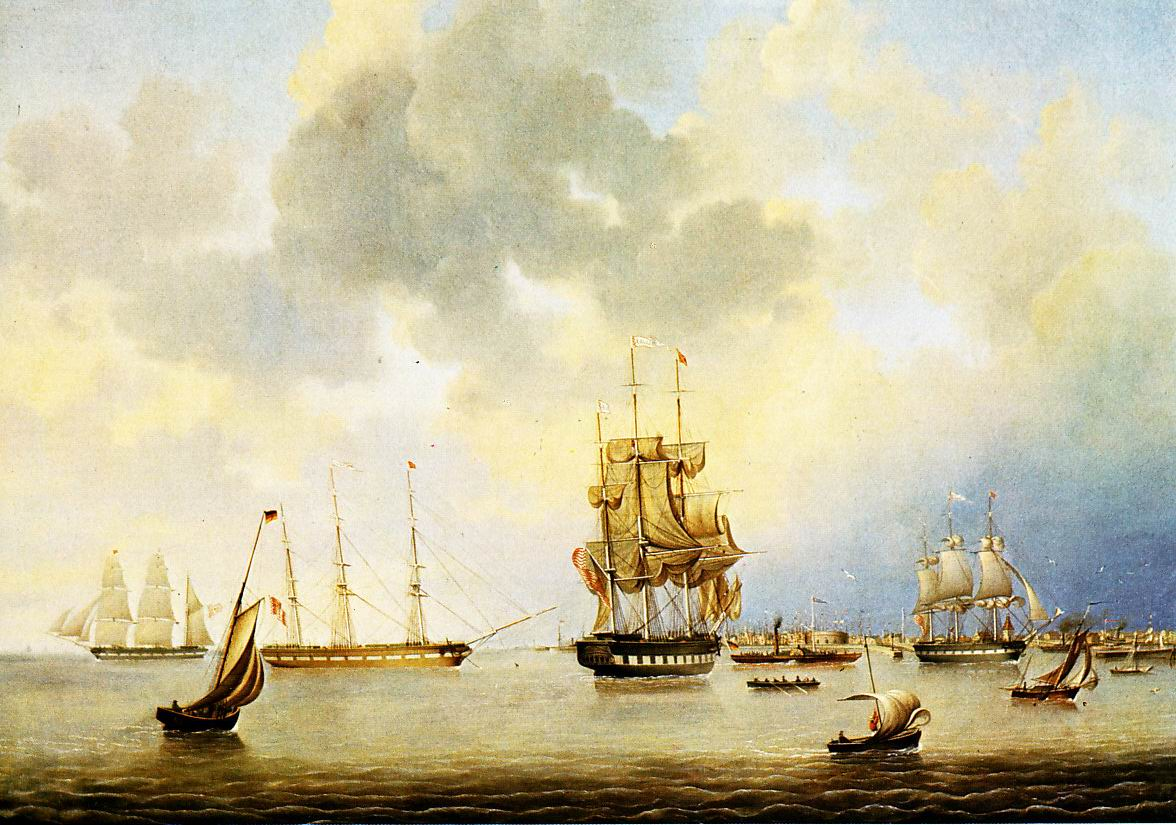
Die Reede von Bremerhaven 1848. Rechts im Hintergrund ist die mit einer Mole geschützte Geestemündung zu erkennen. Das runde Fort Wilhelm neben der Mole lag an der Stelle der alten Carlsburg. Die Großsegler bewältigten den Auswandererverkehr, der Schaufelraddampfer den Fährverkehr zwischen Bremen und Bremerhaven.

Das Frankfurter Parlament bestimmte Bremerhaven, das sich schon zu einem wichtigen Handelsplatz entwickelt hatte, zum Stützpunkt der neu gebildeten deutschen Reichsflotte. Aber nachdem sich die konservative Reaktion gegen die parlamentarische Demokratie durchgesetzt hatte, wurde die Flotte bereits 1852 wieder aufgelöst. An Stelle von Schwarz-Rot-Gold zeigten die deutschen Länder wieder ihre eigenen Flaggen, wobei nur Preußen und Österreich eine Kriegsflotte unterhielten.
Bremerhaven wurde gleichzeitig zum hauptsächlichen Auswandererhafen in der Region, vor allem für die Schiffe nach Nordamerika. In den 1840er Jahren stammten die meisten Auswanderer aus den mageren Geestgebieten. In den 50er Jahren kamen auch Familien aus der Marsch hinzu, die von den landwirtschaftlichen Möglichkeiten in den neu erschlossenen Gebieten westlich des Mississippi gehört hatten. In den 60er und 70er Jahren stieg der Anteil von unverheirateten jungen Männern, die sich dem preußischen Militärdienst entziehen wollten. Die Bevölkerung ging in den Marschen merklich zurück.
1843 bis 1856 wurde die Chaussee Stade-Ritzebüttel angelegt (die heutige Bundesstraße 73); die Chaussee Bremerhaven-Ritzebüttel zwischen 1850 und 1855 (später ein Teil der Bundesstraße 6, inzwischen herabgestuft zur L 243). Bis dahin war der Verkehr fast ausschließlich auf die Entwässerungskanäle und Wasserwege beschränkt. Mit dem Chausseebau wurden die Grundlagen für die wirtschaftliche Entwicklung der städtischen Zentren Bremerhaven und Cuxhaven gelegt.
Nach dem Tod Ernst Augusts bestieg 1851 der letzte König von Hannover den Thron, der blinde, wenig volkstümliche Georg V.
Mit etwa 20 Jahren Verspätung begann man 1853 endlich mit dem Bau des Hadler Kanals, etwas später mit dem Neuhaus-Bülkau-Kanal, der die Moorwasser des Balksees in die Oste leitete. Den häufigen Überschwemmungen, die besonders das Sietland fast jeden Winter und nach starken Regenfällen auch im Sommer heimsuchten, wurde damit endlich ein Ende gesetzt. Das bis dahin ziemlich rückständige Hadler Sietland erlebte einen beachtlichen wirtschaftlichen Aufschwung. Ebenso dämmte man durch die Trockenlegung der Moore auch die bis dahin grassierende Malaria („Marschenfieber“) ein. 1859 wurde zusätzlich der Geeste-Weser-Kanal eröffnet, so dass über den Bederkesaer See eine wichtige Binnenverbindung für den Frachtverkehr zwischen Elbe und Weser entstand. Am Ende des 19. Jahrhunderts fand außerdem ein wichtiger Strukturwandel in der Landwirtschaft statt: wegen billiger Getreideimporte aus Übersee ging der Ackerbau in den Hochländern zurück und die Grünlandwirtschaft (Rindermast) gewann an Bedeutung.
1855 kam es zu einem neuen Verfassungsbruch. Die zweite Kammer wurde in der Folge mehrmals für längere Zeit aufgelöst und in der ersten Kammer wurde die Ritterschaft wieder alleiniger Vertreter der freien Grundbesitzer. Die Marschenbewohner waren mit der Reaktion des Adels natürlich äußerst unzufrieden. Trotz enormer Wahlkampfversprechen der Regierung wählte man in Hadeln und Wursten weiterhin oppositionelle, also liberale Abgeordnete.
1862 wurde Geestemünde an die Bahnstrecke nach Bremen angeschlossen.
Während des Deutsch-Dänischen Krieges von 1864 blockierten drei dänische Fregatten mühelos die Schifffahrt in der Elbe- und Wesermündung, da ihnen praktisch keine deutschen Kriegsschiffe entgegenstanden. Erst als sich ein österreichisches Geschwader aus dem Mittelmeer unter Wilhelm von Tegetthoff mit preußischen Schiffen vereinte, die gerade von einem Auslandseinsatz zurückkehrten, gelang es, die Dänen nach einem Gefecht bei Helgoland zu vertreiben.
Nach den vorangegangenen diplomatischen Auseinandersetzungen um Schleswig-Holstein und die deutsche Verfassung annektierte Preußen 1866 kurzerhand das Königreich Hannover. In der Bevölkerung stieß dies kaum auf Widerstand, da man sich eine bessere Zukunft eher in einem geeinten Deutschland vorstellen konnte, auch wenn dies unter preußischer Vorherrschaft stehen würde. Nur konservative Anhänger der Kleinstaaterei wünschten sich die Welfen zurück. Das Gebiet der preußischen Kreise Hadeln und Lehe deckt sich weitgehend mit der alten Propstei Hadeln-Wursten und wurde 1871 ein Teil des vereinigten Deutschen Reichs. 1879 nahm die preußische Justizverwaltung den Hadler Kirchspielsgerichten einen Großteil ihrer verbliebenen Aufgaben. 1884 wurden die Hadler Stände aufgelöst, 1885 das Konsistorium (Kirchengericht), dessen Aufgaben das Konsistorium Stade der Generaldiözese Bremen-Verden übernahm. Hiermit fanden die letzten Reste der Hadler Selbstverwaltung ihr Ende. Einige Polizeifunktionen der Hadler Kirchspielsgerichte überdauerten jedoch noch bis zur preußischen Kreisreform von 1932. Danach wurden die Kirchspiele endgültig in normale Landgemeinden umgewandelt.
Für die weitere Entwicklung siehe Landkreis Cuxhaven.